# Cisne Negro
Cisne Negro (em inglês:  Black Swan) é um filme americano de 2010, dos gêneros suspense e terror psicológico, dirigido por Darren Aronofsky e estrelado por Natalie Portman, Vincent Cassel, Mila Kunis, Barbara Hershey e Winona Ryder. O enredo gira em torno de uma produção do balé dramático O Lago dos Cisnes, de Piotr Ilitch Tchaikovsky, por uma companhia de prestígio da cidade de Nova Iorque. A produção exige uma bailarina para interpretar tanto o inocente e frágil Cisne Branco, para o qual a comprometida e perfeccionista Nina (Portman) é a escolha perfeita, quanto o malicioso e sensual Cisne Negro, que são qualidades que se encaixam perfeitamente na recém chegada Lily (Kunis). Nina é dominada por um sentimento de imensa pressão quando ela se vê competindo pelo papel, fazendo com que ela perca o senso da realidade e caia num pesadelo vivo.
Geralmente descrito como um suspense psicológico, Cisne Negro pode ser também interpretado como uma metáfora para a busca da perfeição artística, com todos os desafios físicos e psicológicos que isso poderia acarretar, ou seja, "o filme pode ser visto como uma metáfora poética para o nascimento de um artista, isto é, como uma representação visual da odisseia psíquica de Nina para alcançar perfeição artística e do preço a ser pago por isso".
Darren Aronofsky começou a conceber o filme a partir de suas visões de O Lago dos Cisnes com um roteiro ainda não finalizado sobre a noção de ser assombrado por um sósia, citando o romance O Duplo, de Fiódor Dostoiévski, como outra inspiração. Também considerou Cisne Negro como um complemento para o seu filme anterior, The Wrestler, com ambos os filmes envolvendo performances exigentes para diferentes tipos de arte. Ele e Portman discutiram o projeto pela primeira vez em 2000, e depois de um breve envolvimento com a Universal Studios, a obra foi produzida em Nova Iorque em 2009 pela Fox Searchlight Pictures. Portman e Kunis treinaram o balé por vários meses antes das filmagens, e figuras notáveis do mundo do balé ajudaram na produção.
Estreou como o filme de abertura no 67.º Festival Internacional de Cinema de Veneza em 1 de setembro de 2010. Ele teve um lançamento limitado nos Estados Unidos em 3 de dezembro de 2010 e um lançamento geral em 17 de dezembro; no Brasil, estreou no dia 4 de fevereiro de 2011, e em Portugal, em 3 de fevereiro de 2011. Cisne Negro foi aclamado pela crítica, em particular pela atuação de Portman e a direção de Aronofsky. É reconhecido como um dos melhores do século XXI, notabilizando-se por ter entrado na lista de diversas publicações de "os melhores do ano" ou "da década". Foi considerado um sucesso inesperado, e arrecadou 329 milhões de dólares na bilheteria no mundo inteiro, contra um orçamento de 13 milhões. Recebeu 257 indicações e 92 vitórias a diversos prêmios, incluindo cinco indicações ao Oscar nas categorias de Melhor Filme, Melhor Diretor, Melhor Fotografia, Melhor Montagem e Melhor Atriz (Portman), vencendo esta última, assim como muitos outros prêmios de "Melhor Atriz" em várias cerimônias e festivais, como nos Prêmios Globo de Ouro, Screen Actors Guild e BAFTA. É o quinto filme de terror a ser nomeado na categoria de Melhor Filme, depois de O Exorcista (1973), Tubarão (1975), O Silêncio dos Inocentes (1991) e O Sexto Sentido (1999).

## Enredo
Nina Sayers (Natalie Portman) é uma perfeccionista bailarina profissional de uma companhia de balé de Nova Iorque. Ela mora em um apartamento com sua mãe super protetora, Erica (Barbara Hershey), bailarina aposentada que incentiva a ambição profissional da filha. A companhia está se preparando para abrir a temporada com O Lago dos Cisnes, de Tchaikovsky. O diretor artístico, Thomas Leroy (Vincent Cassel), está à procura de uma nova bailarina principal, depois de forçar Beth Macintyre (Winona Ryder) a se aposentar. Thomas quer a mesma bailarina para interpretar o inocente e frágil Cisne Branco como o misterioso e sensual Cisne Negro, e Nina é a própria personificação do Cisne Branco, mas não é capaz de incorporar as características do outro.

No dia seguinte, Nina pede a Thomas que reconsidere a escolha dela para desempenhar o papel. Ele a beija forçosamente e ela mostra uma mudança de caráter, mordendo-o, e convencendo-o, sem querer, de que ela tem a "fúria" para interpretar o Cisne Negro, fazendo com que ele a escolha para o papel de Rainha dos Cisne. Durante a cerimonia de apresentação de Nina, Beth, embriagada e irritada, a confronta acusando-a de dormir com o diretor para obter o papel, então ele despacha Beth e leva Nina para a casa dele para conversarem, dizendo-lhe que precisa entregar-se à sensualidade do Cisne Negro, então fala para ela ir para casa e se masturbar, o que não deu certo. No dia seguinte, a bailarina descobre que Beth fora atingida por um carro enquanto caminhava na rua, e Thomas acredita que ela fizera isso de propósito.

Momento em que Nina "puxa uma pena" de sua pele. Esta técnica foi usada como uma metáfora para descrever sua mudança de Cisne Branco para Cisne Negro.

Durante os ensaios, Thomas diz a Nina para observar a nova bailarina, Lily (Mila Kunis), a quem ele descreve que possui uma qualidade desinibida que a primeira não pode mostrar. Nina também é vítima de várias alucinações de um doppelgänger seguindo-a onde quer que ela vá e encontra arranhões em suas costas. Uma noite, ela aceita o convite de Lily para jantar, apesar das contestações de Erica. Durante o jantar, Lily oferece-lhe uma cápsula de ecstasy para ajudá-la a relaxar, mas ela recusa, aceitando posteriormente uma bebida com pó da droga. As duas dançam em uma discoteca e voltam para o apartamento de Nina. Depois de discutir com sua mãe, a bailarina se tranca em seu quarto e tem relações sexuais com Lily. Na manhã seguinte, Nina acorda sozinha e percebe que está atrasada para o ensaio. Ao chegar no Lincoln Center, encontra Lily dançando o Cisne Negro e descobre que a relação entre as duas nunca ocorreu.
Depois de saber que Thomas fez Lily sua substituta, as alucinações de Nina crescem cada vez mais até o ponto em que sua mãe tenta impedi-la de dançar na noite da apresentação. Nina consegue sair do apartamento e chega ao Lincoln Center e logo descobre que Lily está preparada para assumir o papel. Ela confronta Thomas, que fica impressionado com sua confiança, e a permite apresentar-se. Durante o final do segundo ato, Nina fica distraída e faz com que seu parceiro a derrube. Então volta para o seu vestiário e encontra Lily se preparando para interpretar o Cisne Negro. Quando esta se transforma em doppelgänger de Nina, as duas se confrontam e Nina apunhala com um pedaço de vidro o doppelgänger que torna voltar a ser Lily. Ela esconde o cadáver e volta ao palco, onde se perde em si mesma e dá uma performance perfeita como o Cisne Negro. A bailarina recebe ovação de pé da audiência e, depois de surpreender Thomas com um beijo apaixonado, volta ao seu vestiário. Ao trocar de figurino para o Cisne Branco, alguém bate na porta do seu camarim, e quando abre, está Lily felicitando-a. Percebendo o confronto com ela nunca ocorreu e que Nina apunhalou a si própria, a bailarina começa a chorar e continua silenciosamente se maquiando. Depois de dançar o ato final, no qual o Cisne Branco comete suicídio, jogando-se num penhasco, Nina cai sobre um colchão escondido. À medida que o teatro a congratula em grandes aplausos, Thomas, Lily e o elenco se reúnem para parabenizá-la e logo descobrem que ela está sangrando profusamente. Nina perde a consciência e a tela fica branca, mas não antes dela dizer a Thomas: "Eu senti... Me senti perfeita! Eu fui perfeita!".

## Elenco
- Natalie Portman como Nina Sayers/A Rainha dos Cisnes. Nina é uma bailarina que vive em um mundo protegido com sua mãe desde criança e tudo no balé tem que ser perfeito. Quando ganha o papel da Rainha dos Cisnes, Thomas diz que ela precisa melhorar e "soltar-se". O filme é mostrado do ponto de vista dela, e acompanha as visões e alucinações da personagem. A atriz disse que o modo de ser da personagem foi criado por outra pessoa, e para se libertar desta maldição, ela deve tomar uma decisão que é drasticamente seu primeiro ato próprio".[12]
- Mila Kunis como Lily/Cisne Negro. Lily mudou-se de São Francisco para Nova Iorque para começar a carreira de bailarina, mas não leva as coisas tão a sério como Nina, e Thomas insiste que Nina tem espelhar sua dança e modos nela.[12] Portman disse que a personagem tem "um lado engraçado", e Kunis afirmou que esta é indiretamente uma força motriz por trás da queda de Nina, e que ela gostaria de ser chamada de "rival de Nina".[13]
- Vincent Cassel como Thomas Leroy/Cavalheiro. Thomas é o diretor da companhia de balé e responsável por selecionar bailarinos para os diferentes papéis em "O Lago dos Cisnes". "Eu acho que ele realmente se apaixona por perfeição e beleza", disse Cassel sobre a personagem. "E ele quer que [Nina] chegue lá, não importa o que é preciso fazer. Ele é muito apaixonado no que faz, especialmente na arte, e, usando esse mecanismo, decidiu que é esta a garota escolhida."[14]
- Barbara Hershey como Erica Sayers/Rainha. Erica é a mãe super protetora de Nina que, eventualmente, aumenta a pressão sobre sua filha. Ela não é mentalmente saudável, de acordo com Hershey, que disse que por causa de seu estado mental, é muito desajeitada na maneira de como protege sua filha. Ela desistiu do balé quando ficara grávida de Nina, e Hershey acha que ela não pode viver sem sua filha. "Eu acho que ela é um aviso sobre o que Nina poderia torna-se se esta não seguir seu sonho".[15]
- Winona Ryder como Beth MacIntyre/Cisne Morrendo. Beth é uma bailarina da mesma companhia que Nina, mas ela não foi escolhida para o papel da Rainha dos Cisnes porque, de acordo com as outras bailarinas, está aproximando-se "da menopausa." Ela sofre em um acidente de carro, o qual Thomas acredita que foi uma tentativa de suicídio. Ryder chamou-a de bastante trágica, mas [que sua história acontece sim na vida] real. "Ela é a única que tem sido uma bailarina — uma estrela — e agora está naquela idade em que vai ser substituída."[16]
- Benjamin Millepied como David/Príncipe.[17]
- Ksenia Solo como Veronica/Pequeno Cisne.[17]
- Kristina Anapau como Galina/Pequeno Cisne.[17]
- Janet Montgomery como Madeline/Pequeno Cisne.[17]
- Sebastian Stan como Andrew/Pretendente.[17]
- Toby Hemingway como Tom/Pretendente.[17]
- Mark Margolis como Sr. Fithian/Patron.[17]

## Produção

### Concepção

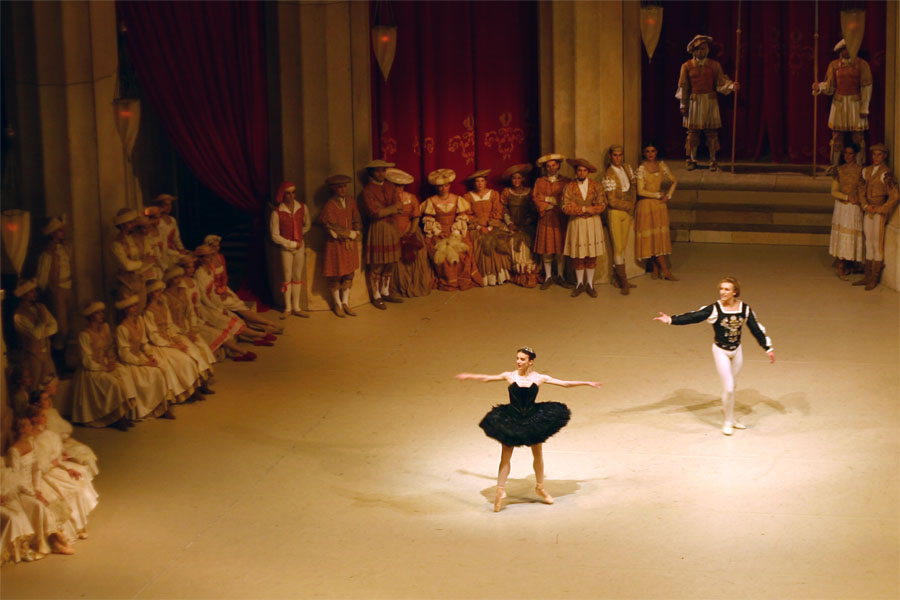
A cena do balé O Lago dos Cisnes em que o Cisne Negro (Odile) engana e seduz o Príncipe.

Darren Aronofsky interessou-se pelo balé na época em que sua irmã estudava dança na Escola Superior de Artes Dramáticas em Nova Iorque. O conceito do filme surgiu quando ele leu um roteiro chamado The Understudy, ambientado numa companhia de teatro de Nova Iorque e explorava a noção de ser assombrado por um sósia. Ele gostou e contratou roteiristas para reescrevê-lo e propôs que o cenário fosse mudado para uma companhia de balé, e afirmou que o roteiro continha elementos de All About Eve, The Tenant e do romance O Duplo, de Fiódor Dostoievski. Aronofsky já tinha assistido à inúmeras produções de O Lago dos Cisnes, e com isso, vinculou a dualidade do Cisne Branco e do Cisne Negro ao roteiro. Durante a produção do filme, ele escolheu o balé por ser "um mundo muito isolado", ideal para um filme, "muito rico e interessante, mas pouco conhecido pelo cinema". No entanto, encontrou dançarinos ativos e inativos para compartilharem as suas experiências. Também esteve nos bastidores para ver o Balé do Bolshoi em uma apresentação no Lincoln Center.
Inicialmente, Aronofsky planejava contar a história de Cisne Negro como parte do enredo de The Wrestler (2008). Ele planejava inserir na trama um romance entre o um lutador de box e uma bailarina, mas percebeu que dois mundos tão diferentes não iria dar certo num mesmo filme. Posteriormente, contou a história em dois filmes separados, visto que era "demais para um só filme" e comparou-os: "Alguns consideram a luta como uma arte inferior — se é que chamam-na de arte, enquanto balé é amplamente considerado como uma arte superior. Mas o incrível para mim foram as semelhanças das performances nestes dois mundos, em que, [em] ambos, [suas personagens] fazem uso incrível de seus corpos para expressarem-se." Sobre a natureza do suspense psicológico do filme, a atriz Natalie Portman comparou o tom da obra ao filme Rosemary's Baby (1968), de Roman Polanski, ao passo que o diretor declarou que Repulsion (1965) e The Tenant (1976), ambos também de Polanski, foram "grandes influências". O ator Vincent Cassel também comparou Cisne Negro aos primeiros trabalhos de Polanski e também aos de David Cronenberg. Apesar de haver semelhanças com a animação japonesa de suspense psicológico Perfect Blue (1997), dirigida por Satoshi Kon, e Aronofsky reconhecê-las, este afirmou que ela não foi uma influência. Vários críticos notaram semelhanças entre The Red Shoes (1948) da dupla britânica Michael Powell e Emeric Pressburger com certos elementos visuais e de enredo em Cisne Negro.
Em entrevista, quando questionado sobre os rumores de que o filme é específico para o público feminino e de onde ele tirou esse conteúdo, Aronofsky declarou: "Eu não sei. Eu acho que vem de muitos lugares. Cresci em uma família com duas mulheres muito fortes, minha mãe e minha irmã mais velha, e elas foram grandes influências na minha vida. Passei uma vida amando mulheres, e estudando-as o máximo que pude, ou posso. Mas eu acho que essa coisa toda de Marte-Vênus é tão divisiva e ridícula como quem as inventa. Acho que todos somos pessoas, e a magia do cinema é que você pode assistir um filme sobre uma garota de seis anos no Irã e se identificar completamente. Sua experiência é diferente da minha e da de qualquer pessoa da cidade de Nova Iorque, mas você pode compreendê-la. Então, para mim, se você pintar uma personagem humana com emoções reais e realmente simpatizar com eles, não importa se é um lutador de 50 anos, ou uma bailarina ambiciosa de 20 anos, eles são apenas pessoas".

### Seleção do elenco

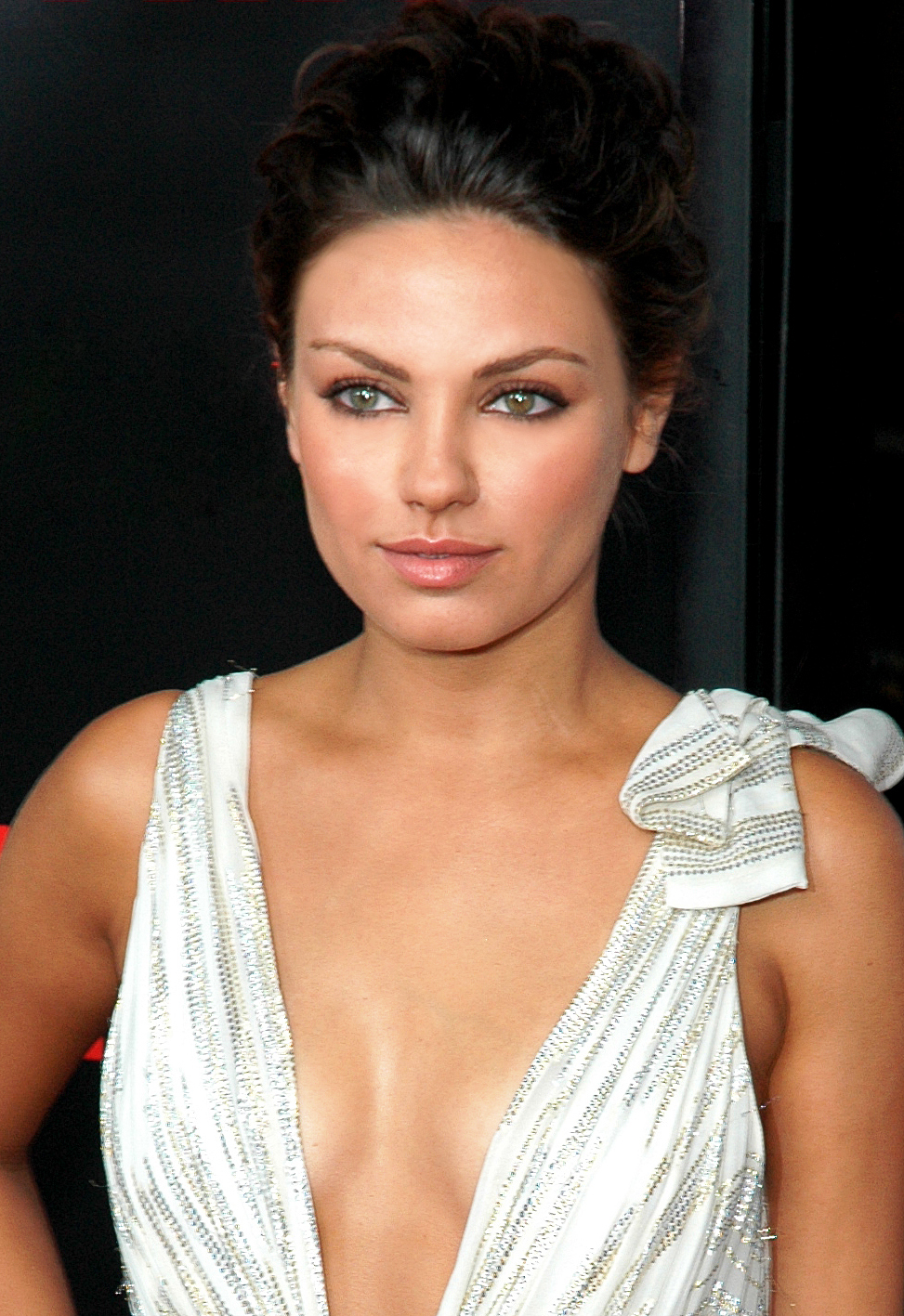
Mila Kunis foi a primeira, após Portman, a ser convidada para se juntar ao elenco em 2008

Aronofsky conversou com Portman a possibilidade de um filme de balé em 2000, quando ele descobriu que ela estava interessada em interpretar uma bailarina. Ao explicar o motivo de querer o papel, a atriz afirmou que estava tentando encontrar papéis mais adultos, senão poderia ficar presa em um ciclo de só interpretar a mulher bonita, ainda mais sendo uma pessoa tão nova. Portman sugeriu ao diretor que o papel de Lily fosse dado à sua amiga Mila Kunis. Esta compara Lily com Nina: "Minha personagem é muito solta [...] Ela não é tão boa quanto a personagem de Natalie, mas tem mais paixão, naturalmente. Coisa que [Nina] não tem." As personagens femininas têm como professor na produção de O Lago dos Cisnes Thomas Leroy, interpretado por Cassel. Ele comparou sua personagem com George Balanchine, que co-fundou a New York City Ballet, e disse que Balanchine era um excesso de controle, um verdadeiro artista que usava a sexualidade para dirigir seus dançarinos.
Embora Portman tivesse treinado balé por quase dez anos quando criança, "ela não tinha bons princípios", disse Benjamin Millepied, um dançarino do New York City Ballet que o diretor contratou para coreografar o filme, ele estava preocupado com suas habilidades quando se conheceram em abril de 2009. Durante toda a produção de seu próximo filme, a comédia da Universal Your Highness, a atriz contratou um treinador particular e treinou até que se reencontrasse com Millepied, que ficou deslumbrado com sua melhora. Cassel, que também dançou balé quando criança, contou que achou mais difícil do que pensava.
Portman e Kunis começaram a treinar seis meses antes do início das filmagens com a bailarina profissional Mary Helen Bowers a fim de obterem o tipo de corpo semelhante ao das bailarinas profissionais. Portman ensaiava cinco horas por dia, durante nas quais praticava balé, exercícios e natação. Alguns meses perto das filmagens começou a praticar coreografia. Também fez pesquisas sobre biografias de dançarinas e observou seus comportamentos e traços "ritualísticos". Por exemplo, notou que elas falavam com "vozes delicadas" e, portanto, trouxe isso à sua personagem, que fala com um tom quase infantil. Kunis treinou aeróbica e pilates: "eu treinava cinco horas todos os dias da semana, durante os seis meses, e [...] fui colocada em uma dieta muito rigorosa de 1.200 calorias por dia. Eu fiz balé quando criança como qualquer outra criança faz, usa o tutu, vai ao palco, rodopeia e fica bonita. Mas isso é muito diferente porque não pode fingir. Não pode ficar [em frente às câmeras] e fingir que sabe o que está fazendo. Seu corpo inteiro tem que ser estruturado de forma diferente." Ela perdeu quase dez dos seus 53 quilos e afirmou que ficou parecendo com o Gollum e que seu corpo nunca mais foi o mesmo; Portman perdeu nove. Georgina Parkinson, uma professora de balé do American Ballet Theatre (ABT), também as treinou. As bailarinas Sarah Lane e Maria Riccetto, do ABT, foram "dublês de dança" para Portman e Kunis, respectivamente. Kimberly Prosa também dublou algumas cenas para Portman.
Originalmente, Meryl Streep interpretaria a mãe de Nina, Erica, mas o papel ficou por conta de Barbara Hershey. Rachel Weisz, Jennifer Connelly e Parker Posey foram consideradas para o papel de Beth MacIntyre, sendo Winona Ryder a escolhida, e suas cenas foram filmadas em dez dias. Antes da indicação de Kunis por Portman, Blake Lively e Eva Green fizeram testes para o papel de Lily. Benjamin Millepied (David Moreau), Ksenia Solo (Veronica), Kristina Anapau (Galina) e Janet Montgomery (Madeline) tiveram papéis menores como bailarinas na "companhia de balé de Nova Iorque", enquanto Sebastian Stan (Andrew) e Toby Hemingway (Tom) interpretaram os garotos que Nina e Lily conhecem no clube.

### Desenvolvimento
Aronofsky conheceu Portman na Times Square em 2000, quando ela ainda estava na faculdade. Eles discutiram a possibilidade de um filme de balé após o lançamento de Requiem for a Dream, embora o roteiro ainda não tivesse sido escrito. Ele contou-lhe uma história de amor que envolve dois bailarinos rivais e a atriz respondeu: "Eu achei muito interessante porque esse filme é, de muitas maneiras, uma exploração do ego de um artista e a atração narcisista e repulsão de si mesmo." Como as gravações começaram uma década depois, ao longo dos anos ela perguntava: "O projeto do filme está perto de começar? Estou ficando velha demais para interpretar uma dançarina!", e o diretor respondia-lhe: "Não se preocupe, [ele] continua em pé". Aronofsky levou muito tempo para compreender o mundo do balé e O Lago dos Cisnes e descobrir uma maneira de transmitir esse mundo a um público que, em geral, não entende sobre ele. Com relação sua escolha para a atriz no papel principal, declarou que Portman é uma atriz realmente interessante, e quando a conheceu, adorou a ideia de contratá-la e afastá-la de sua [imagem de garota] inocente. Posteriormente, ela comentou que o fato de ter-se passado dez anos permitiu-lhe amadurecer um pouco mais.

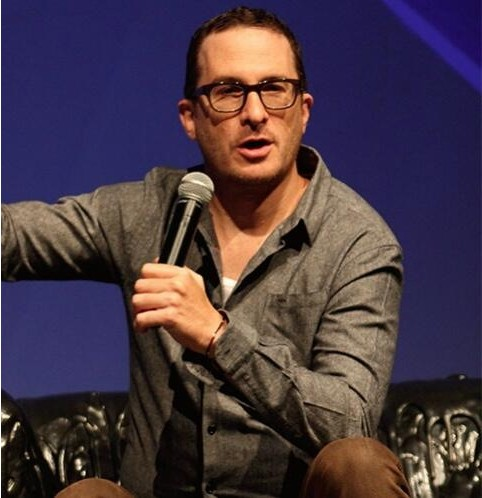
Darren Aronofsky começou a concepção do filme em 2000.

Depois do lançamento de The Fountain (2006), Aronofsky e produtor Mike Medavoy contrataram o roteirista John McLaughlin para reescrever The Understudy, e McLaughlin pegou a sua concepção de O Lago dos Cisnes e balé e colocou-a no mundo do balé e mudou o título para Cisne Negro. Porém, Aronofsky deu uma pequena pausa em março de 2007, quando havia sido contratado para dirigir o filme The Fighter (2010), com Scott Silver a escrever o roteiro. Entretanto, a Metro-Goldwyn-Mayer se reuniu com ele para discutir a possibilidade de ele dirigir a refilmagem de RoboCop e David Self escrever o roteiro, o que fez-lhe sair da produção de The Fighter. Então, os atores Mark Wahlberg e Christian Bale, deste filme, escolheram David O. Russell para substituir Aronofsky, que recebeu crédito como produtor executivo por suas contribuições, e ficou entusiasmado por ter Russell como diretor. Contudo, RoboCop entrou em espera e representantes da empresa afirmaram que o filme seria adiado para o verão de 2010 ou data posterior devido a conflitos, e que o diretor ainda estava compromissado para dirigi-lo. Quando os executivos da MGM, particularmente a presidente Mary Parent, viu o imenso sucesso do filme Avatar, ficou claro para os superiores que eles queriam um filme em 3D para o novo RoboCop. Mas pela situação financeira da MGM na época, sem dono, e divergências criativas entre o estúdio e Aronofsky, o filme continuou em espera e, então, o diretor preferiu não envolver-se novamente na produção.
Ao ficar disponível, Aronofsky resolveu continuar a produção de Cisne Negro. Quando o diretor apresentou um esboço detalhado do filme à Universal Pictures, a produtora decidiu desenvolver rapidamente o projeto em janeiro de 2007. Contudo, Aronofsky decidiu retirá-lo da Universal e torná-lo um filme independente, o que fez com que o projeto "morresse novamente"; no entanto, foi reavivado após o lançamento de The Wrestler, quando Mark Heyman, diretor de desenvolvimento da companhia de produção Protozoa Pictures, ajudou no progresso do roteiro e fez algo viável. Heyman passou semanas estudando ensaios de balé para incorporar esses aspectos no filme. "Não foi fácil conseguir o equilíbrio certo", disse, lembrando os aproximadamente dez rascunhos que fizera. Em junho de 2009, a Universal colocou à venda os direitos do projeto, o que gerou atenção de outros estúdios e divisões especializadas, particularmente com o anúncio de que Portman faria o papel principal. Cisne Negro começou o desenvolvimento em parceria com a Protozoa e Overnight Productions, este último responsável pelo financiamento, até sua desistência. Em julho de 2009, Kunis juntou-se ao elenco.

### Filmagem

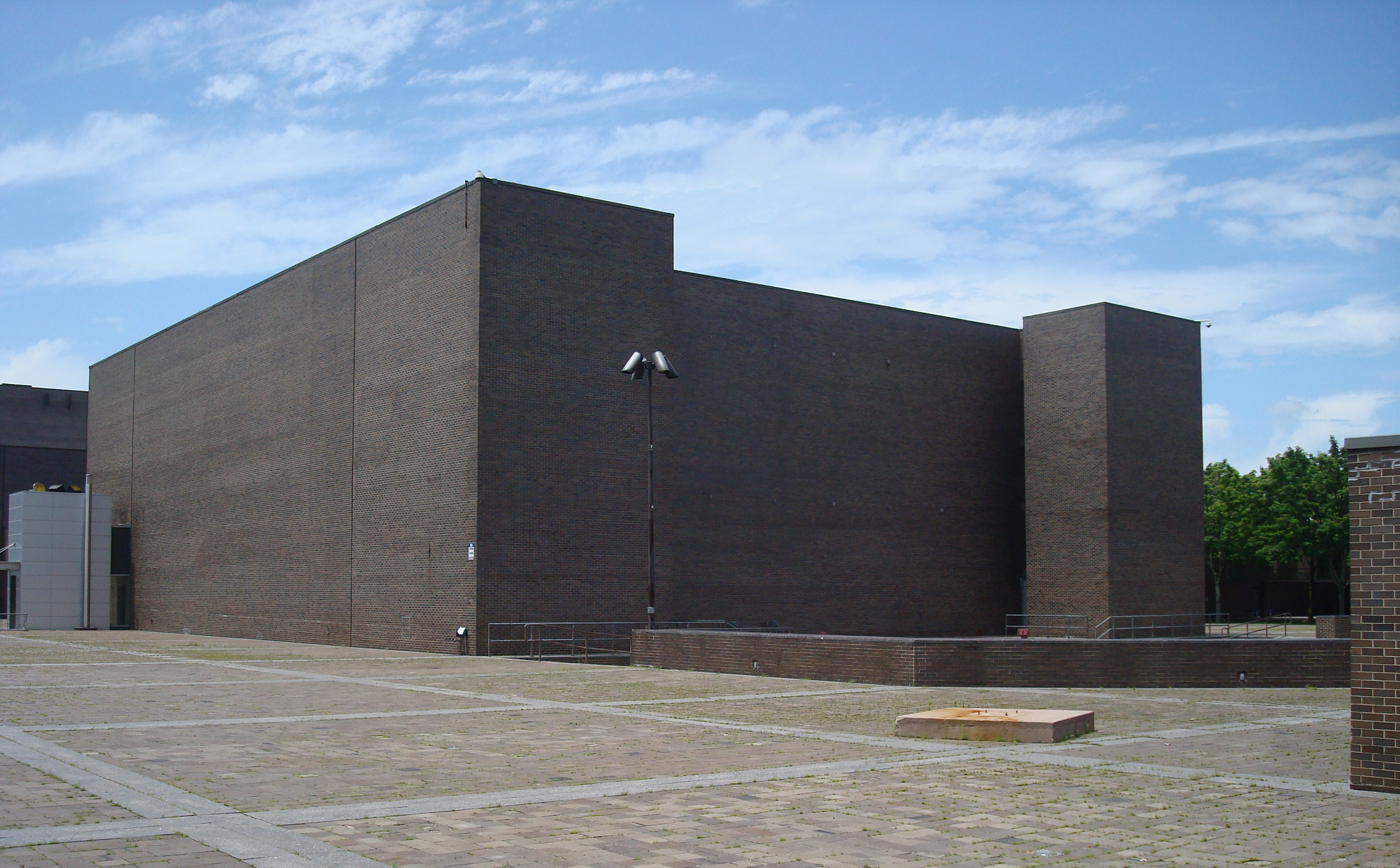
Parte das filmagens aconteceram no Centro de Artes Cênicas da Universidade Estadual de Nova Iorque

Pouco antes do início das gravações, o Overnight desistira de financiar a produção, o que gerou preocupação no diretor e nos produtores, até que a Fox Searchlight Pictures responsabilizou-se pelo financiamento e distribuição, e liberou um valor de treze milhões de dólares; embora a produção esperava conseguir no mínimo 27 milhões. Faltando três semanas para as filmagens, a Searchlight decidiu que não liberaria o dinheiro, pois queria aguardar até que os produtores tivessem algo concreto, mas estes não podiam esperar. Na semana subsequente, a produção recebeu apenas um milhão de dólares. Então, após uma reunião, a Searchlight concordou em liberar a metade do orçamento e que a outra metade ficasse por conta de outro investidor. Depois de procurar várias produtoras, a Cross Creek Pictures se dispôs a participar, sendo esse seu primeiro financiamento. Como a proposta foi feita em último instante, o presidente da Cross, Brian Oliver, financiou entre 500.000 - 700.000 dólares de seu próprio bolso para começarem a produção, e em menos de uma semana do início das filmagens, a produção conseguiu o restante do dinheiro. Em uma entrevista, o diretor revelou "é sempre difícil [...] fazer filmes independentes nos Estados Unidos. Mesmo com o sucesso de The Wrestler, que ganhou muitos prêmios, obteve inúmeros reconhecimentos e foi incrivelmente bem aceito pela crítica, isso não foi o suficiente."
As filmagens duraram quarenta e dois dias, de dezembro de 2009 até março de 2010, e aconteceram inteiramente na cidade de Nova Iorque. A produção enfrentou nos primeiros dez dias de gravação um frio intenso, que, segundo o produtor Scott Franklin, foi o mais rigoroso que a cidade tinha enfrentado em 50 anos. A cena em que Nina está saindo da estação, no começo do filme, foi registrada na Estação de metrô da 66th Street–Lincoln Center. Como não foi possível encontrar um teatro na cidade para o registro das filmagens, o Lincoln Center serviu de locação para algumas cenas a companhia de balé, e foi lá que filmou-se os ensaios, as cenas em corredores e vestiários; um apartamento em Brooklyn serviu como a residência de Nina e sua mãe, locais que, segundo Libatique, gastaram 75 por cento do cronograma de produção. As cenas de balé foram filmadas no Centro de Artes Cênicas da Universidade Estadual de Nova Iorque. O clube em que Nina e Lily vão, localiza-se na Lafayette Street, Chinatown, Manhattan.

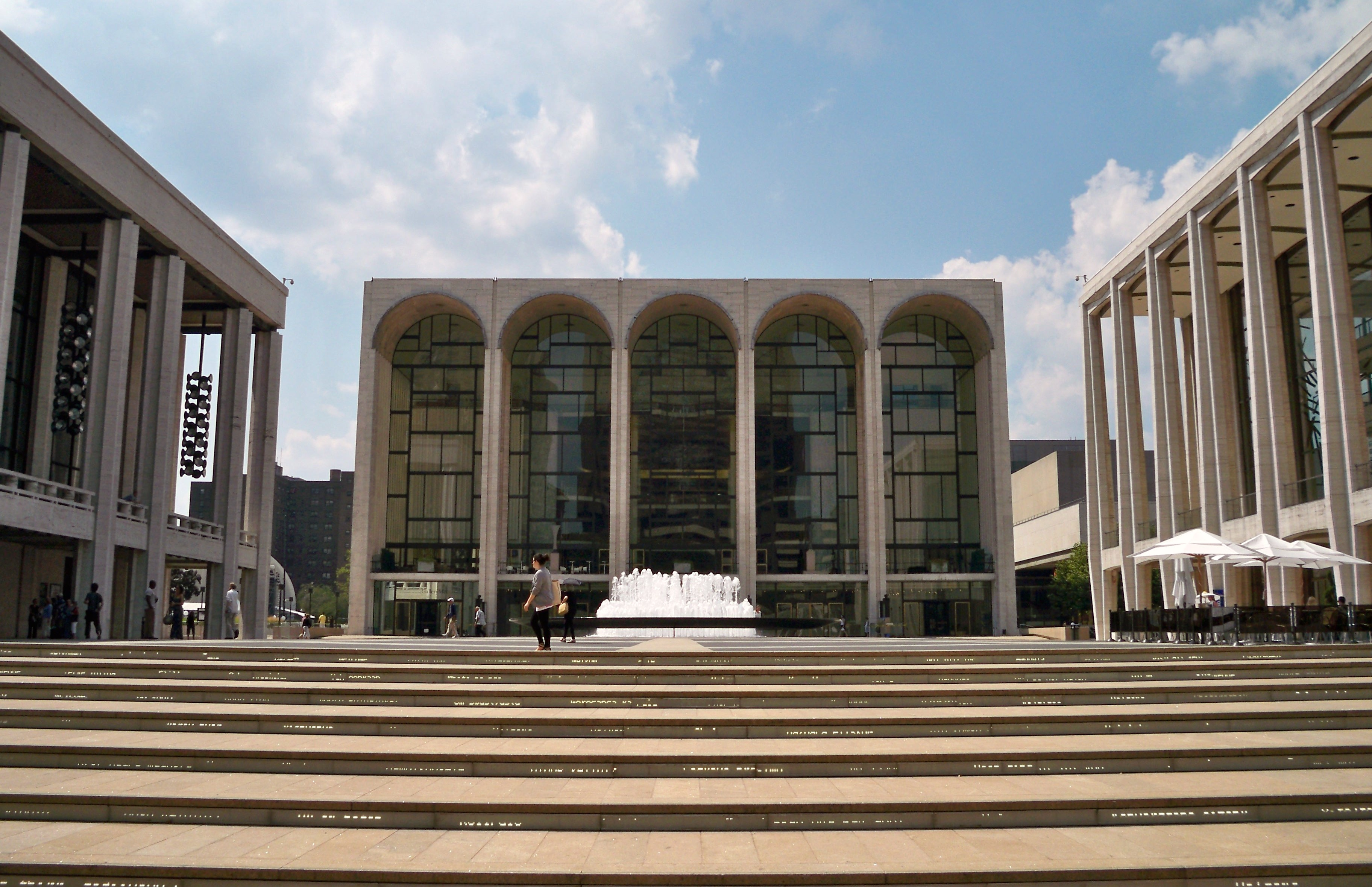
O [Lincoln Center também serviu para a gravação de algumas cenas

Em uma entrevista, Natalie revelou que o diretor tentava colocá-la contra Kunis para que a tensão entre suas personagens parecesse ainda mais intensa na tela. Ele procurava mantê-las em ambientes separados sempre que possível. Também enviava mensagens de texto para uma elogiando o desempenho da outra, tudo para fazer com que elas se dedicassem ainda mais em seus papéis. Durante a filmagem de uma sequência de dança, Portman se acidentou e teve uma costela deslocada. Ao pedir ajuda para um dos produtores, foi informada de que o orçamento para o filme era tão baixo que nenhum médico poderia ser contratado. A atriz pediu para que o trailer que ela usava como camarim fosse cortado do orçamento e a verba utilizada para contratar um médico que ficava no estúdio em tempo integral. O pedido foi atendido no dia seguinte e levou seis semanas para recuperar-se completamente. Para filmar sequências de dança subsequentes, ela foi levantada a partir das axilas ao invés da cintura para evitar outra lesão. Ela teve que receber fisioterapia durante as gravações, o que é possível confirmar na cena em aproximadamente 46 minutos em que ela realmente passando por uma sessão de fisioterapia.
Para a cena da relação sexual entre Nina e Lily, Portman declarou que "foi muito louco, porque Mila e eu somos muito amigas. E quando Darren me perguntou: 'Quem você acha que poderia fazer essa tomada?' Eu fiquei como: 'Oh, Mila, Mila, Mila!'. Então ele conheceu-a e, obviamente, aprovou, pois ela é super talentosa e faz um trabalho incrível no filme." Entretanto, percebeu o que a relação implicaria na sua amizade. Também revelou que foi um pouco desconfortável trabalhar na cena, mas afirmou que ter Kunis lá também foi uma experiência positiva. Posteriormente, surgiram boatos de que ambas tiveram que tomar tequila para filmarem a cena, Kunis negou: "Não houve tequila! Não tenho ideia de onde veio esse boato, mas é falso! Não acho que conseguiríamos ter feito aquela cena se estivéssemos bêbadas. [Cenas de sexo] nunca são confortáveis, seja com o mesmo sexo ou sexo oposto, nunca é confortável". Apesar de Portman sentir-se incômoda gravar um material tão explícito, ela sabia que sua inclusão era necessária para despertar "o sexual" de sua personagem e descreveu-a como "não obscena, mas ousada".

### Fotografia
Aronofsky contratou o diretor de fotografia Matthew Libatique, conhecido por trabalhar em seus filmes anteriores, à excepção de The Wrestler. O filme foi majoritariamente rodado com um único tipo de câmera, a câmera de mão Arriflex 416 com lentes Ultra Prime 16. Durante os ensaios das cenas de dança empregou-se a Canon 5D DSLR. Para todas as cenas no metrô utilizaram Canon EOS 7D e Canon EOS-1D Mark IV, mas só era possível a equipe carregar apenas a 7D dentro do metropolitano, visto que ela era pequena e flexível. Libatique afirmou que antes das filmagens fez alguns testes com sua esposa para descobrir a sensibilidade ISO e como lidaria com o foco; testou várias exposições diferentes, em seguida, entregou a metragem para Charles Herzfeld, da Technicolor, que colocou no sistema para avaliar a iluminação, o moiré e a resolução. Também foram utilizadas câmeras formato Super 16 mm. Primeiramente, Aronofsky queria gravar tudo em filmes de 12 mm, como fez em seu trabalho anterior, The Wrestler, porém Libatique não concordou que tudo pudesse ser registrado naquela lente. Então, começaram a testar a 12mm, a 16mm e uma 25mm, e por fim acabaram usando as três, mas a que prevaleceu foi a 16mm. Partes das gravações ocorreram no Centro de Artes Cênicas da Universidade Estadual de Nova Iorque. Aronofsky filmou Cisne Negro com poucos recursos e estilo granulado para ser semelhante a The Wrestler.
Eu gosto de Super 16 porque as câmeras são realmente leves e portáteis. Além disso, em The Wrestler economizou-se muito dinheiro. Os filmes rodados em 35 mm ficam tão brilhantes que se aproximam do que as pessoas fazem em vídeos. Eu queria voltar ao estilo granulado e realista de The Wrestler [...] Como nas cenas de luta, o balé é filmado em uma imagem ampla com duas câmeras em cada lado. Eu realmente queria que a câmera dançasse, mas estava nervoso sobre gravar um filme psicológico de suspense/terror com uma câmera de mão. Eu não conseguia encontrar um filme onde fizeram isso [...] steadicam é muito diferente de câmera de mão, por dar uma sensação realista. Eu estava preocupado se isso afetaria o suspense e a tensão, mas depois de um tempo eu disse "que seja, vamos fazê-lo."— Aronofsky.

Um exemplo do trabalho da Look, a remoção do cinegrafista

Para as cenas que contém espelhos, foram necessários muitos esforços para a evitar os reflexos das câmeras. Os membros da produção fizeram o máximo que pudiam, mas sabiam que haveria momentos em que desejariam criar planos aparentemente impossíveis, e para esses, foi preciso remover os reflexos digitalmente, contando com a ajuda de Dan Schrecker, o supervisor de efeitos visuais da Look Effects. Um bom exemplo do trabalho da Look é a cena em que Nina está ensaiando em frente a um espelho, as luzes se apagam e seu reflexo começa a se mover de forma independente; a câmera estava na direção do reflexo, mas Aronofsky queria, obviamente, a remoção da câmera, então tiveram que borrá-la durante a edição. A gravação de outras cenas foi mais fácil, pois esconderam as câmeras ou filmaram a partir de ângulos em que não é possível vê-las. Também fizeram o uso de espelhos unidirecionais para criarem uma "reflexão infinita" de Nina sentada em frente a um espelho na sala de estar. A equipe colocou Portman entre dois espelhos unidirecionais e gravaram a partir do que estava por de trás dela. "Queríamos que as sensações de terror no filme fossem um pouco mais estilísticas", palavras de Libatique.
Aronofsky usou muitos close-ups, que, em suas palavras, "o close-up é uma das grandes invenções do século XX; permite que a audiência se sente em um quarto escuro e olhe para os olhos de uma pessoa que está a exibir emoções excessivas sem que esta tenha autoconsciência de sua performance. Sempre vou aproximar [as câmeras nos rostos] dos atores e tomar suas emoções". Sobre os muitos espelhos, disse: "Os espelhos são onipresentes, estando no cenário do bailarino. Quando os dançarinos estão treinando, eles estão constantemente observando-se neles, então eu sabia que seria um grande motivo visual. As pessoas usaram espelho gags em todos os tipos de filmes, então tentamos descobrir maneiras assustadoras e estranhas de usá-los de novas maneiras. Às vezes, essas tomadas envolvem efeitos visuais; há quase 300 planos com efeitos. Dan Schrecker trabalhou em vários filmes meus. Na verdade, éramos companheiros de quarto na faculdade, e costumávamos administrar uma empresa de efeitos, a Amoeba Proteus. Agora eu colaboro com ele através da Look Effects, e [seu trabalho] foi bem executado".
Em relação à iluminação, Libatique aplicou tudo o que aprendera em filmes independentes e em filmes de estúdio. Do ponto de vista artesanal, este é, segundo o mesmo, o filme mais gratificante que já fez, porque teve alguns níveis de grandes produções, como o balé. Antes do início das filmagens, ele e o diretor foram assistir algumas peças de teatro em Nova Iorque para verem como os designers de iluminação teatral lidavam com o desempenho ao vivo. Em uma peça, que aconteceu fora das imediações da Broadway, estrelada por Scott Glenn, havia uma cena onde Glenn caminhou até uma entrada e um brilho fluorescente foi acionado; Libatique ficou impressionado com a eficiência e a intensidade da iluminação que tentou aplicá-la no filme. A maioria dos acessórios usados foram globos de luz e balões redondos chineses. A principal fonte de iluminação era uma tira [de luz] acima das cabeças dos dançarinos. Ao total, foram cerca de oito fileiras de globos de luz com resolução de 1080p a 60 pés de distância. Para registrar as cenas do restaurante e da discoteca, Libatique teve que fazer uma escolha um pouco mais glamourosa, e declarou que ao trabalhar dentro de uma paleta de cores, ele naturalmente manipula muito os contrastes. No restaurante, por exemplo, acendeu algumas lâmpadas de mesa próximas às atrizes e cuidadosamente colocou-as em balões redondos chineses. "Há também muito verde/ciano em segundo plano vindo por tubos fluorescentes compactos que o fotografo Mo Flam escondeu aqui e ali. Em qualquer lugar, se eu souber como neutralizar [as cores nos] rostos dos atores, vou colocar uma cor em segundo plano. Eu não fiz muita filtração, então tudo foi baseado na temperatura de cor. Isso é difícil de se fazer atualmente, porque muitas das filmagens em um filme são projetadas para equilibrar tudo por intermediário digital".

### Arte
O diretor de arte do filme foi David Stein, que teve colaboração da produtora de arte Thérèse DePrez e a figurinista Amy Westcott, que já tinha trabalhado no filme anterior de Aronofsky, The Wrestler (2008).
Westcott afirmou que pesquisou muito em livros, filmes e apresentações de balé. Os filmes que assistia não eram apenas de balé, mas filmes que continham a mesma "essência", como A Dupla Vida de Véronique (1991) ou os que tinham semelhanças entre os personagens, como La pianiste (2001). Porém, o que mais ajudou foram as relações que criou com bailarinas do American Ballet Theatre e do New York City Ballet. Ela as assistia nos ensaios e conversavam por horas; isso lhe deu uma visão [real] do mundo do balé. Também as observava colocando suas sapatilhas e tirava fotos às escondidas enquanto elas estavam indo e saindo das aulas para, então, pegar seus estilos de roupas e bolsas. A figurinista recebeu e começou o trabalho alguns meses antes das gravações iniciarem; o diretor, DePrez e Libatique discutiram ideias e fizeram inúmeras pesquisas e, desse processo, surgiu a maquiagem do filme. Para a produção dos trajes de balé, ficaram responsáveis as irmãs Laura e Kate Mulleavy, fundadoras da marca de vestuário Rodarte, que foram contratadas principalmente devido à sua coleção "vulture" de 2010. "Eu achei sua linha do Vulture maravilhosa e foi um ajuste perfeito para a produção do Swan Lake no final do filme. Darren e eu compartilhamos todas as nossas pesquisas e ideias, trabalhamos com a Rodarte e juntos aprovamos cada aspecto do design para os trajes requeridos." Muitas de suas ideias foram retrabalhadas sob a orientação de Westcott e Aronofsky que trabalharam em estreita colaboração com a estilista do American Ballet Theater Zack Brown.

### Efeitos visuais
A empresa Look Effects ficou responsável pelos efeitos especiais, principalmente os visuais. A Technicolor ajudou-a, em escala menor. Pela captura de movimento, a Curious Pictures encarregou-se, assim como a Direct Dimensions pelo Scanner 3D. O supervisor de efeitos visuais foi Dan Schrecker, um amigo de Aronofsky desde a faculdade e que já havia trabalhado em todos os seus filmes anteriores. As negociações começaram em 2008, depois que Schrecker se juntou a Look. A escolha da empresa foi pelo trabalho realizado em The Fountain e The Wrestler, que, segundo Schrecker, o diretor já estava familiarizado com seu trabalho.

"Passamos muito tempo na pré-produção discutindo sobre como seria o design das asas da personagem no [ato final]. Darren queria que a anatomia do ser humano se transformasse na de um cisne. Então, ele convenceu-nos a digitalizarmos um esqueleto de cisne para se transformar em um esqueleto humano. Isso foi ótimo, fez-nos estudar e pesquisar sobre como a estrutura de uma asa e de um braço humano podem se transformarem um no outro. A equipe também estava discutindo a ideia de dar a personagem muitos atributos de cisne, não só as asas. Originalmente, o diretor queria dar a forma de pescoço longo, mas ficou um pouco ridículo. É um momento bonito no filme, a cabeça e as asas de Nina é uma visão tão bonita, e Natalie Portman é realmente muito bonita, e não precisava mais do que isso. Então decidimos que haveria o crescimento das asas e penas até o inicio do pescoço". — Dan Schrecker falando sobre os efeitos.

Ao total, foram mais 200 planos de efeitos visuais, o que inclui trabalhos complexos de computação gráfica, como a transformação do cisne, bem como, correções de produção, que foi necessário remover a equipe de filmagem nas salas espelhadas. Na cena em que Lily tem relação sexual com Nina, foi necessário usar marcadores nas costas de Kunis para que o efeito de transformação da tatuagem pudesse ser realizado. O modelo da tatuagem foi baseado em um lírio e contrataram um ilustrador para dar a cor e criar a sensação de que estivesse ganhando vida. Cada pétala e folha dos lírios representaram as penas das asas, em seguida, um animador usou esses elementos para criar a animação final em 2D. Segundo Schrecker, a parte mais difícil foi combinar os movimentos e flexões de Kunis com a animação porque os ângulos eram complicados e tinha muitas ondulações. Na tomada intitulada "Noite do Terror", na qual as ilusões de Nina aumentam e esta já não sabe distinguir o real da fantasia, ela entra na sala de pinturas de sua mãe e estas começam a se mexer, dando uma cena infantil e perturbadora. "A ideia original", lembrou Schrecker, "era que Nina entrasse na sala e essas pinturas começariam a falar com ela. Criamos uma série de formas de olhos e bocas que podíamos para encaixar nessas pinturas, para quando animássemos, elas começariam a falar." Durante o processo de edição, a Look foi chamada para aprimorar ainda mais as pinturas, com faces deformadas e asas surgindo das dançarinas e Aronofsky queria que fosse mais extremo, então fizeram várias modificações dos rostos até encontrarem o equilíbrio certo. Por terem um estilo tão infantil, foi preciso ter cuidado para não ficar tão bobo. Onze segundos depois, quando Nina tem alucinações de que está saindo penas de suas costas em seu quarto, foi necessária a utilização de próteses para o efeito de borbulhação e erupção. Segundo a produção, não foi difícil alcançar o efeito esperado, pois era só colocar a prótese no lugar desejado, gravar a cena e acrescentar os efeitos 3D. Para os olhos, a atriz usou de lentes de contato e retoques digitais posteriores.

Na cena em que Nina executa uma das danças mais difíceis e acaba nascendo as asas do Cisne Negro, foi realizada uma combinação de movimentos ao vivo, captura de movimento e computação gráfica. Na sequência em que o efeito "pele de frango" percorre em seus braços e, posteriormente, as penas se espalham através de seu peito e costas, utilizaram efeito 3D e computação gráfica. A filmagem da grande dança de Nina foi realizada em um set, com a dublê Sarah Lane fazendo a dança, e usou captura de movimento fornecida pela Curious Pictures, com um total de 24 câmeras que capturavam o movimento da dançarina. O motivo da dublê foi por esta sequência ser a mais difícil do balé, e Portman não a havia aprendido. Porém, ao longo das gravações, a equipe de produção ficou muito impressionada com as habilidades de dança da atriz, já que ela realizou muito mais conteúdos do que inicialmente previsto. Também, ela executou a coda final, proporcionando mais facilidade para a substituição do rosto nas poucas tomadas onde usaram Lane. As asas foram construídas com base na combinação entre desenhos conceituais e animação esquelética. A animação esquelética da dançarina foi incorporada nos braços divididos em múltiplas segmentações para permitir um melhor acompanhamento. Para combinar com a animação, o modelo da asa teve o mesmo número de divisões e também seguiu o movimento do braço da dançarina e torceu conforme cada movimento feito.
As penas das asas (primárias e secundárias) são simples modelos 3D: planos curvos para as barbas e geometria cilíndrica a partir de curvas extrudidas para as ráquis. "Cada pena tem uma aparência deformada (feita por controle de animação com curvas pelo Adobe After Effects) para adicionar curvatura em duas direções e também para permitir o crescimento das ráquis" disse o artista Shawn Lipowski, da Look, "as penas do corpo foram simplificadas e geralmente não contêm forma de ráquis separada". A digitalização das penas do cisne-da-tundra, ou cisne branco, ficou em responsabilidade do The Feather Atlas e foi usada para criar silhuetas de penas e formar um desenho recortado. A digitalização foi escurecida no Adobe Photoshop para criar penas de cisne negro e os desenhos que não necessitaram ser cortados foram gerados através do ShaderMap para adicionar a rugosidade da barbatana. O crescimento de penas foi um dos aspectos mais desafiadores dos efeitos visuais do filme. A Look animou gráficos em preto e branco no Adobe After Effects e gerou algumas sequências de imagens de baixa resolução. Essas imagens de crescimento foram captadas no Autodesk Maya, um programa de modelagem 3D, que determinou a quantidade de penas e outras propriedades como sua rotação. "Cada pena tinha dados extras associados a ela", afirmou Lipowski, "como a posição UV, que havia sido armazenada anteriormente. Era um processo grosseiro, mas eficaz".
Além de contribuir com as asas, a Look também colaborou com alguns efeitos importantes do filme. A sequência de abertura mostra Nina a sonhar dançando o Lago dos Cisnes num breu, em um vazio negro e sem cenário. No entanto o chão parecia ter sido significativamente riscado e arranhado. Foram feitas muitas tomadas para que não precisasse ter que fazer uma substituição por computação gráfica completa do chão por motivos de tempo e orçamento. Pouco depois, surgiu um efeito que os produtores colocaram em toda a cena que deu um aspecto realmente sonhador e adicionaram uma camada de cal, que, para eles, quase realmente passou a ideia fiel do Lago dos Cisnes. A Look também melhorou outros ambientes, como os espaços de ensaio de balé multi-espelhados que refletiram a equipe. Apesar do trabalho da VFX não ter sido tão grande, permitiu que Aronofsy obtivesse qualquer ângulo com a câmera que ele desejasse.

### Edição
O responsável pela edição ou montagem de Cisne Negro foi Andrew Weisblum, que já havia trabalhado nos filmes anteriores do diretor, The Fountain e The Wrestler. Pouco antes das filmagens, Weisblum e Aronofsky discutiram sobre o gênero e estilos editoriais que seriam aplicados. Na discussão surgiu a ideia de trazer conceitos de filmes de suspense psicológico e de terror. Para os dos filmes de terror estariam fazendo referência aos momentos assustadores, e pesquisaram como esses momentos foram executados e quais foram os truques usados pelos editores. "Havia uma obrigação para sempre nos preocupar com a subjetividade de Nina. Estávamos preocupados com quando e como cruzar a linha entre realismo e impressionismo e como desfocar essa linha tanto quanto possível", disse Weisblum. O editor citou influências de Bill Pankow, com quem já havia trabalhado nos filmes Snake Eyes (1998) e Femme Fatale (2002), e, numa entrevista, quando questionado se o nível de dificuldade de Cisne Negro se compara ao de A Testemunha e A Costa do Mosquito — filmes que Peter Weir considerou serem os mais difíceis de editar que ele já havia trabalhado —, Weisblum respondeu: "Se você pegar A Costa do Mosquito e encaixá-lo no cronograma A Testemunha, você terá nossa experiência. Foi um período bastante intenso e concentrado que funcionou nesse filme. Havia muita logística técnica e outras coisas que o filme exigia de nós. Era difícil, tecnicamente e psicologicamente, mas nós conseguimos vencer [...] O maior desafio no filme é o gênero, porque não é uma coisa simples de definir. Não é só horror, não é só terror e não é só um humor e especiais efeitos exagerados. É uma junção de todas essas coisas. Você pega o balé e coloca-o neste novo modelo e coloca o realismo em cima dele e tem esse híbrido curioso com o qual devemos trabalhar para que ele se tornar satisfatório, confortável e atraente".
Parte da edição aconteceu no próprio set de filmagem. Weisblum explicou que cortou o filme usando o programa Avid Media Composer com o codec DNxHD 36 e a sala de edição base foi configurada com o Unity MediaNetwork. Apesar que ele gastou mais da metade das filmagens no set usando um laptop [com Avid Media Composer, apenas com software] com unidades FireWire. Outro local para a edição foi em uma instalação de edição de vídeo chamada Sixteen19, localizada no Brill Building, em Midtown Manhattan, a qual possui uma sala de cinema com um projetor de 2k de alta qualidade. Esta sala de cinema também estava ligada na mesma unidade central de processamento da Avid na qual a sala de edição do set estava conectada, então, sempre que a produção queria exibir algum corte da filmagem em uma tela grande e num ambiente adequado era só ir à sala de cinema (se não estivesse reservada) e abrir o conteúdo.
Para o editor, tecnicamente, a cena mais complicada foi quando Nina e Lily estão dançando na discoteca, dizendo: "Há tantas mensagens subliminarmente. Há 20 passagens de Nina imaginando ela mesma. Nós o fomos longe e com tudo. Toda imagem dessa cena — que é de 45 a 50 segundos com 1.000 imagens — é manipulada. Quadro a quadro, manipulamos o ambiente para que o plano de fundo fosse uma mistura seletiva de coisas da realidade de Nina e sua imaginação. As coisas de O Lago dos Cisnes estão escondidas lá. É uma montagem louca". O website Cracked.com afirmou que só essa cena já conta o filme inteiro.

### Música
A trilha sonora não original de Cisne Negro foi composta por Clint Mansell, com participação do violinista Tim Fain e uma faixa de música eletrônica da dupla inglesa The Chemical Brothers. Este trabalho marcou a quinta colaboração consecutiva entre Aronofsky e Mansell, que também compôs a partitura original do filme. Mansell tentou fazer a música com base no balé de Tchaikovsky, mas com mudanças radicais. O compositor admitiu que a trilha, assim como outras, são grandes desafios, e este é apenas um desafio diferente "porque você está trabalhando com uma música de renome mundial. Por um lado você quer respeitá-la, mas por outro lado, [quer] fazer qualquer coisa que valha a pena com ela, é preciso assumir uma atitude de punk rock e desrespeitá-la. Pegue-a e reconstrói-lhe para tornar um trabalho que vale a pena o que você está tentando fazer. Se fosse apenas uma reestruturação direta ou reprodução da música de Lago dos Cisnes, seria um pouco inútil. O desafio é trazer algo de nós mesmos, mas também se Tchaikovsky a ouvisse um dia, ele diria 'Uau! Eles fizeram algumas coisas impressionantes com o meu trabalho!'". A escrita e a preparação da música começou cerca de dez meses antes do início das filmagens. Todas as sequências e ensaios de dança precisavam da música do Lago dos Cisnes para serem usadas no filme, então Mansell trabalhou em estreita colaboração com o Millepied para conseguir as passagens que a produção usaria.
As gravações da trilha sonora ocorreram na Associated Independent Recording em Londres, e Mansell afirmou que "Tudo é esquematizado, escrito e organizado, e nós o detectamos e todos sabem o que é, mas é preciso fazer com que os instrumentistas interpretem a música e a entenda. Quando começamos a ouvi-la, foi incrível. Eles realmente foram surpreendentes, Swan Lake é música incrível, então vai parecer muito bom! [...] Os músicos de Londres, na minha opinião, são os melhores do mundo! Eles são mestres do desempenho, interpretação e foco — e essas são uma das maiores coisas! A leitura da leitura de uma orquestra é o que ajuda você a obter o desempenho rapidamente e foi com ótimos resultados que eles conseguiram". A gravadora Sony Classical Records juntamente com a Sony Music, Fox Searchlight Pictures e a FOX Music lançaram em 30 de novembro de 2010 em território norte-americano um álbum do filme contendo um CD com apenas 52 minutos da música. A estreia do álbum no Brasil também ocorreu em 2010; já na Europa, em 14 de janeiro de 2011 pela Sony Classical ‎e Sony Music. Outros relançamentos nos Estados Unidos ficaram por conta da gravadora Mondo Records, esses acontecendo em 2015 e 2016.
Apesar da trilha ter sido recebida com aclamação, ela foi considerada inelegível para concorrer nos Prêmios da Academia para Melhor Trilha Sonora por causa do constante uso da música de Tchaikovsky. Em entrevista, Aronofsky afirmou: "Sim sim. É ... há muito de Tchaikovsky, e é tão óbvio ... mas o máximo é Clint. Há muita coisa original nele. Clint foi inspirado por Tchaikovsky, mas também muitos outros compositores que não serão nomeados. Eles [da acadêmia] estão roubando do compositor [o óscar] há bastante tempo, e ele está apenas sendo honesto sobre isso. É uma pena, porque há muito mais trabalho colocado nessa trilha normal. Você deve basicamente separá-la e reinterpretá-la no filme". A trilha foi indicada, entre outros, ao Grammy Award para Melhor Trilha sonora.

### Efeitos sonoros
Os efeitos sonoros foram criados pelo sonoplasta Craig Henighan, que já tinha trabalhado nos filme Requiem for a Dream e The Fountain, ambos de Aronofsky. Sobre o trabalho, Henighan declarou: "A direção que Darren me deu foi apenas ser ousado, testar os limites e não ser tímido. Minha história com ele começou em Requiem for a Dream, e a estética da trilha deste filme, para mim, não era muito diferente da de Cisne Negro, é para quem gosta de ser ousado, Darren gosta de se desafiar, gosta de ser ambicioso, gosta de procurar oportunidades para a trilha ajudar a história, mesmo que isso passe quase despercebido". Nas cenas em que aparece a "outra Nina", o sonoplasta deixou claro que queria que o público soubesse que algo estava acontecendo entre as Ninas: "então começamos a brincar com a respiração e brincamos com a equipe de produção. O editor de efeitos Wayne Lam passou todas as falas para o computador e fomos acrescentando em algumas passagens pequenos efeitos de respiração, um pouco de riso, um pouco disso e daquilo até que conseguimos alcançar o conteúdo final que está no filme".
No início do filme, quando aparece o título, Henighan acrescentou gargalhadas curtas, e logo quando Nina é vista dançando, ele adicionou uma respiração reversa que aumenta um pouco e se dissipa tão suave que, em suas palavras, ninguém praticamente nota isso. Para conseguir outros efeitos sonoros para a cena, a equipe os criaram a partir da manipulação de carne, barulho de casca de árvore e até com rochas, além de alugar um estúdio de balé de Nova Iorque para gravar bailarinas profissionais fazendo os passos de dança para obter mais realismo. Numa cena em que Nina pede o papel principal a Thomas e ele lhe rouba um beijo fazendo com que ela o morda, a intenção do efeito era mostrar que seu outro eu estava tentando sair dela. Quando Thomas a beija, o som começa fazendo uma espécie de barulho baixo e, em seguida, esse som aumenta, e quando ela o morde, ouve-se uma risada e respiração que dão a percepção de que realmente foi isso que saiu de dentro dela. Quando Nina está fazendo sua dança perfeita e pouco antes de começar a nascer-lhe as asas, ouve-se algumas respirações altas que dão a ideia de que toda a sua sensualidade está sendo posta para fora; o motivo para deixá-las altas é para dar a sensação de que Nina não estava se preocupando com ninguém, e que é essa vontade de "gritar" que estava presa dentro dela.
Certos movimentos físicos, delírios e alucinações de Nina contêm sons que são extremamente exagerados em relação o resto do efeitos sonoros. É possível comprovar quando a bailarina encontra a primeira pena em suas costas, ela a retira, o som da pena é excruciante; criando um efeito de coalho sanguíneo. O momento em que Nina está praticando pirueta na sala de estar é outro exemplo claro de como o som exemplifica o que é importante para ela, e depois de tomar várias voltas, machuca o tornozelo. O som do momento torna-se mais alto do que os outros na cena e também é extremamente exagerado. Sons como de comida também são enfatizados, por exemplo na cena em que Lily leva Nina para lanchar; a primeira morde seu lanche sem importar-se com os que estão ao redor. Este é um contraste notável em comparação com Nina, que timidamente come seu hambúrguer com faca e garfo. O som das pessoas próximas parece se ocultar com o mastigar de Lily, dando a impressão de que a audiência não está apenas vendo o que a Nina quer que àquelas pessoas vejam, mas também o que Nina quer que o público ouça. No momento em que Nina está no metrô, um homem estranho, que parece estar completamente na imaginação sexualmente reprimida dela, começa a fazer-lhe gestos obscenos. Ele começa a fazer barulho com a boca, que se torna mais alto que o som do metrô. Isso não só cria um sentimento repugnante na audiência, mas também reflete os pensamentos e os sentimentos de Nina.

## Temas e análises

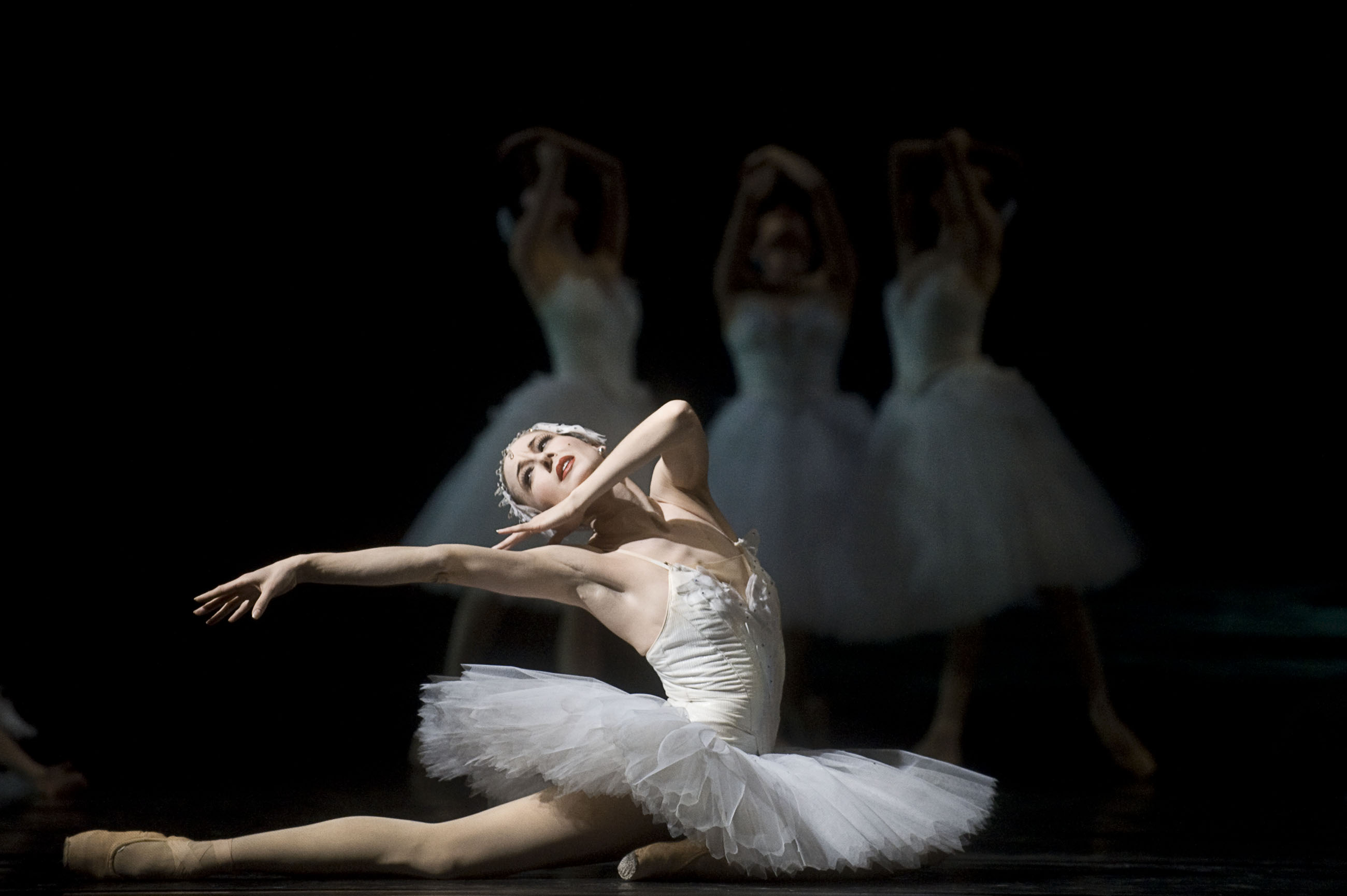
Odette é sempre descrita como gentil, inocente e vulnerável; assim como Nina Sayers foi descrita no início.

Cisne Negro é representado como um paralelo ao Lago dos Cisnes, e existem várias semelhanças entre o filme e peça de balé. No balé, Odette é transformada em um cisne quando está apaixonada por um príncipe. Porém, seu amante, acidentalmente, jura amor eterno a outra garota, Odile, que, naturalmente, é o Cisne Negro. Desesperada e confusa, Odette comete suicídio, atirando-se no mar. No filme, a personagem Nina se transformou em um cisne quando pensa que sua rival, Lily, o Cisne Negro, está querendo o seu lugar, da mesma maneira como Odile queria o lugar de Odette. Desesperada pela perfeição e confusa em sua escuridão interior, comete, mesmo sem estar ciente disso, o suicídio.
Odette é muitas vezes referida como uma "heroína trágica", retratada sempre como vulnerável, gentil, carinhosa, modesta e sensível. Isso se reflete em Nina no início do filme, onde ela tem medo de cometer erros no palco. Para interpretar a Rainha dos Cisnes, ela deve também reproduzir a correspondente de Odette, Odile. Na sua mente, só pode ser Lily: elas não só são similares na aparência, mas, além disso, têm sido consideradas ao mesmo papel. Odile sempre usa vestes em pretas, assim como Lily. No balé, Odette é privada de sua identidade quando Odile se passa por ela; isso se reflete em Cisne Negro, não só na luta entre Nina e Lily, mas também na luta interna do protagonista entre suas duas personalidades.

### Sexualidade de Nina

Nina executando a dança perfeita, com poder, sedução e sensualidade. É vista com sua libertação e maturação. Cena considerada por sites especializados como uma das maiores, icônicas e/ou memoráveis sequências de dança de sempre.

A sexualidade de Nina é um dos temas mais fortes do filme. Sua repressão é caracterizada de algum abuso que sofreu quando criança. Também, é possível observar a infantilização excessiva em que ela está sujeita: o quarto infantil com brinquedos de pelúcias, é vestida e despida pela mãe, não tem tranca na porta do quarto, usa apenas roupas claras, principalmente o rosa — a cor da inocência —, e, mesmo com 28 anos ainda chama Érica de "mamãe" e esta lhe chama constantemente de "doce garota", é colocada por sua mãe para dormir todas as noites sob uma canção de ninar (que é tema do cisne branco no balé) e que pergunta: "Você está pronta para mim?". Estas ações são apropriadas para uma criança se não tiver um contexto sexual. Numa das cenas, quando Lily aparece na porta, Érica a expulsa como que se ela não quisesse que sua filha tivesse uma vida social ou, até mesmo, uma vida sexual. Quando Thomas dá a Nina a lição de casa que é masturbar-se, ela tenta fazê-lo, mas é interrompida por sua mãe — que está dormindo em uma cadeira próxima a sua cama. A presença, fisicamente, não é ameaçadora, mas profundamente enervante. Esta é uma metáfora de que sua mãe estar ligada à sua sexualidade e literalmente entrou em seu espaço de fantasia, e as tentativas de Nina de despertar sua paixão também despertariam sua mãe. Em outra tentativa de alcançar o "prazer" durante o banho, Nina começa a tocar-se, mas aparece uma imagem que olha diretamente nos seus olhos, parecendo uma mistura de Lily, Nina e Erica, como se as linhas entre esses três personagens se tornassem borradas. Logo, Erica chega em casa e novamente "invade" seu espaço.
Quando Lily leva Nina a uma boate, aquela lhe oferece ecstasy e esta revela que nunca ficou "chapada", mostrando sua inocência e que nunca "curtiu a vida". Durante a dança no clube, Nina finalmente liberta sua sexualidade, beijando um dos garotos que conheceu e Lily. Posteriormente, ela supostamente tem relação sexual com Lily, que, após o ato, diz a frase "minha doce garota" e Nina apaga. Quando acorda, percebe que a porta fora arrombada e sua colega saído, até que esta revela ter estado a noite toda com um dos rapazes do clube, fazendo com que Nina perceba que a relação foi verdadeira, mas não com sua colega, deixando implícito que a única pessoa que poderia ter tido contato com ela era sua mãe. Também, quando a suposta Lily está lhe "dando prazer", é possível ver as asas negras em suas costas mexendo-se. As asas representam a "força" penetrando Nina.

### Outras interpretações
As cores são usadas de forma simbólica durante todo o filme, sendo as principais o preto, branco, verde e o rosa. De acordo com Libatique, o diretor queria uma produtora de arte com grandes ideias, e declarou que "Darren faz escolhas ousadas, e me pergunto se são exageradas às vezes, mas confio em seus instintos." O branco representa o lado inocente, a pureza e virgindade, no caso, de Nina; o preto representa o lado sombrio, sensual e intimidatório, mas não apenas de Nina (quando começa a mudar seu comportamento), as roupas de sua mãe e também as de Lily são, em sua maioria, escuras. A partir de quando Nina "tem" relação sexual com Lily, ela começa a usar roupas de tons mais escuros, deixando sua infantilidade (a cor rosa) e maturando. Em sua grande dança, suas penas negras simboliza que ela foi consumida por todas as características do preto. A rosa faz referência à sua infância e educação. Seu estilo moleca e infantil e o quarto cor-de-rosa com todos os animais de pelúcia mostra sua ingenuidade e como ela ainda é uma criança por dentro que apenas cresceu por fora e está totalmente submetida no pequeno mundo dela e de sua mãe, sem saber ou perceber outros problemas ao seu redor. Porém, na cena em que Nina visita MacIntyre, seu quarto está decorado com rosa e branco, mostrando sua fragilidade e insegurança assim como daquela.

As cores utilizadas no filme tem fortes significados. Aqui é quando Nina está no clube; o verde e rosa representam a luta da bailarina com suas repressões maternas

O verde simboliza inveja, ambição e esperança; a inveja por parte da mãe desempenha um papel importante no processo, especialmente tendo em vista que Erica, que também era uma bailarina em ascensão, nunca chegou ao status de solista. É a partir daí que se observa as evidências de que a mãe lhe usa para atender às suas próprias necessidades, tanto na tentativa de viver vicariamente por meio da dança de Nina como na sua pressão para esta tornar-se muito bem-sucedida. Há certos momentos Nina também sente inveja de Lily e Beth, chegando até roubar as coisas da última e confessando que "eu só queria ser perfeita como você." Durante a noite em que Nina e Lily ainda estão no clube, a luz modifica propositadamente de rosa a verde, representando a luta de Nina com suas repressões e questões maternas. A figura do pai de Nina nem sequer é mencionada. A impressão é de que ela é propriedade única e exclusiva de sua mãe controladora. A falta da figura paterna criou uma relação de dependência doentia entre mãe e filha. A mãe controla a filha, que aceita de forma masoquista o fato, sendo que aquela mostra uma completa inconsciência do mal que faz para esta.
Beth MacIntyre é a estrela anterior da companhia de balé. No entanto, ela está ficando velha e "perdendo a ponta". Como uma veterana, já passou pelo "processo do Cisne Negro", e, como algumas pessoas podem dizer, ela "vendeu sua alma ao diabo". Embora este acordo deu-lhe anos de grandes atuações, no final, o processo completamente a destruiu. Ela se tornou uma pessoa amarga, vaidosa e odiosa que é incapaz de existir sem o Cisne Negro. Thomas, que era seu manipulador (ele só a chamava de "minha pequena princesa") não precisa mais do alter ego que criou nela. No entanto, é impossível "desprogramá-la", então ela perde completamente sua mente. Em uma cena, a companhia de balé descobre que ela foi atropelada por um carro. Thomas diz: "Você sabe, estou certo de que ela fez isso de propósito. Tudo que Beth faz vem de dentro, de algum impulso escuro. Eu acho que isso é o que a torna tão emocionante para assistir... muito perigoso... até mesmo perfeito, às vezes. Mas também tão maldito e destrutivo." Assim, o "espírito", o alter ego que consumiu e destruiu Beth, foi também uma força oculta atrás de seu grande desempenho. O público sempre foi fascinado por artistas intensos e inspirados que os tocam em um nível primário e visceral. Artistas inovadores e controversos muitas vezes habitaram entre o brilhantismo e a insanidade — batendo em uma força misteriosa na fonte da grandeza artística e, por outro lado, a iminente autodestruição. Beth recebeu essa força que a destruiu completamente... e agora ela pode passar a Nina.

O constante uso de espelhos é para mostrar o verdadeiro estado de psique de Nina. Às vezes, esses reflexos parecem ter "vida própria", como mostra na imagem

Os espelhos e reflexos são usados durante todo o filme, para simbolicamente refletirem o verdadeiro estado da psique e a percepção alterada da realidade de Nina. Espelhos no filme são muitas vezes enganosos e os reflexos da bailarina parecem ter uma "vida própria". Enquanto ela fica assombrada pelo Cisne Negro, essa persona suplente toma uma vida própria e age fora do controle consciente de Nina. "Constantemente levada a observar os próprios movimentos em vários espelhos a fim de refinar sua técnica, Nina já surge nos primeiros minutos de projeção sentada diante de múltiplos reflexos na sala de seu pequeno apartamento – e não demora muito até que, no metrô que a leva aos ensaios, seja novamente reproduzida na janela do vagão enquanto repara uma figura que, no carro seguinte, parece uma cópia de si mesma (mas envolvida em roupas pretas que contrastam com a brancura de seus próprios trajes). Com isso, Aronofsky logo estabelece a lógica visual que irá reger sua narrativa: o contraste entre branco e preto e a natureza partida da protagonista", disse o crítico brasileiro Pablo Villaça, completando, "Mas alcançar a perfeição tem um preço: Nina e Lily "Durden" rivalizam no final do filme pelo corpo e pela consciência da protagonista (reparem o memorável plano no qual Aronofsky parece fundir as duas brevemente num jogo de reflexos no apartamento da garota até que a segunda se separe e se afaste da primeira) – e, assim, a única maneira de Odile surgir no palco seria através da eliminação completa da recalcada Nina, que, para isso, joga Lily contra o espelho e este se quebra, representando Nina e o Cisne Negro (ou Odile) são um só, e aquela mata esta que se encontrava em seu caminho rumo à almejada perfeição: ela mesma. Sua arma? Um afiado pedaço de vidro extraído do espelho. Freud teria um orgasmo com este desfecho. E com razão".
A fotografia de Cisne Negro desempenha um papel crucial na compreensão da representação da psicose do filme. O diretor queria que a câmera passasse as emoções Nina, e não apenas as gravassem. O estilo visual vérité causa a sensação de que a câmera quase tem mente própria, ela se move e se esconde atrás de Nina como a psicose que a bailarina sente no fundo da mente, perseguindo cada movimento e compreensão do mundo. Isso se observa quando Nina sai do metrô ao estúdio. Quando Leroy grita-lhe, durante um ensaio, por "Controle!" ao mesmo tempo a câmera gira com uma mistura de autoridade meticulosa e, finalmente, há perda dessa disciplina; observa-se esta cena através do ponto de vista de Nina literalmente girando. No metrô, mesmo parada, a câmera vibra e a monitora incontrolavelmente, uma ironia e alusão a sua insanidade incontrolável. Na penúltima sequência do filme, Nina está pronta para o público e pronta para dar o último plano, mas, no palco, enquanto ela gira com habilidade, a câmera não a segue. Em vez disso, ela permanece distanciada, e o público vê sua perfeição. Aqui, embora o filme permaneça subjetivo do ponto de vista de Nina, parece ser manipulado por ela, que não, ao contrário do restante do filme, precisa da câmera para estar atrás dela, nem sua mentalidade enlouquecida precisa estar por perto. O que a bailarina precisa e quer é uma audiência, e é isso que a câmera lhe dá, mantendo-se no palco para a esquerda e movendo para o centro e na frente como o público. O plano dura 25 segundos, o suficiente para abranger essa sequência. Esta mudança de dois ângulos é como Nina se vê e o que ela desejou: a perfeição.

## Lançamento

### Distribuição

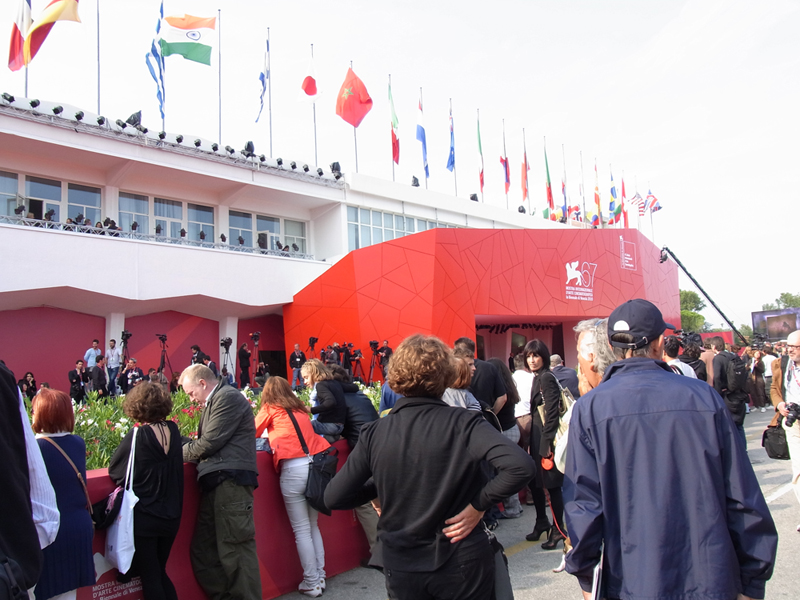
Cisne Negro foi o filme de abertura no 67º Festival Internacional de Cinema de Veneza, tornando-se o terceiro filme consecutivo Aronofsky a ser exibido na cerimônia. Foi nomeado ao Leão de Ouro e Mila Kunis ganhou o Premio Marcello Mastroianni.

Cisne Negro teve sua estreia mundial na Europa, como o filme de abertura no 67º Festival Internacional de Cinema de Veneza em 1 de setembro de 2010, contando com a presença do diretor e elenco principal, recebendo elogios críticos particularmente para o desempenho de Portman e a direção de Aronofsky, com Manohla Dargis, do The New York Times, descrevendo a atuação de Portman como "esmagadora, marcante, totalmente comprometida" e Aronofsky como um cineasta "bem-sofisticado". Durante sua apresentação, a obra recebeu uma retumbante ovação de pé para o diretor e os atores Natalie Portman e Vincent Cassel. A Variety chamou-o de "Perverso, sensual e, finalmente, devastador" e disse que foi "um dos maiores filmes de abertura em Veneza nos últimos tempos". O diretor artístico do festival, Marco Mueller, escolheu a obra em vez de The American (estrelado por George Clooney) para estrear na abertura, dizendo: "[Cisne Negro] será mais bem recebido [...] Clooney é um ator maravilhoso e sempre será bem-vindo em Veneza. Mas [seu filme] é tão simples." Cisne Negro foi mostrado na competição e é o terceiro filme consecutivo dirigido por Aronofsky a estrear no festival, após The Fountain e The Wrestler. A obra foi uma das sete indicadas ao prêmio Queer Lion — que é dado ao melhor filme com "temática e cultura gay."
A primeira exibição pública do filme nos Estados Unidos aconteceu em 5 de setembro de 2010 no Festival de Cinema de Telluride na cidade de Telluride, Colorado, antes de seu lançamento limitado em algumas cidades do país em 3 de dezembro de 2010, e teve uma exibição no 35º Festival Internacional de Cinema de Toronto no final do mês. Em outubro, foi exibido no Festival de Cinema de Nova Orleans, no de Austin e no Festival de Cinema de Londres. No mês de novembro, o filme foi apresentado na AFI Fest do Instituto Americano do Cinema em Los Angeles, no Festival de Cinema de Denver e no de Camerimage em Bydgoszcz, na Polônia.
No dia 17 de dezembro de 2010, estreou oficialmente nos cinemas americanos, sendo posteriormente lançado em outras 56 nações. A sua primeira exibição em um cinema fora da América do Norte foi realizada na Austrália, Alemanha, Dinamarca e Israel, em 20 de janeiro de 2011. No dia posterior, a obra foi lançada no Reino Unido, Irlanda e Polônia. Em 27 do mesmo mês, expandiu sua presença em território sul-americano estreando no Chile, e no dia seguinte no Uruguai. Em Portugal, sua exibição aconteceu em 3 de fevereiro, em 49 salas de cinemas. Finalmente, no dia seguinte começou a exibir a produção no Brasil em 179 cinemas, ficando em segundo lugar entre os mais assistidos da semana. Os últimos países onde a obra foi exibida em cinemas, foram: Geórgia e Ucrânia, em 10 de março; Bulgária, no dia seguinte; Venezuela em 22 de abril; e Japão, onde estreou apenas em 13 de maio, mas foi o país de maior sucesso na bilheteria.
Na Europa, os maiores públicos foram no Reino Unido, com um total de 2 672 195 espectadores; seguido da França, com 2 653 131; Alemanha, com 2 193 824; Espanha, com 1 607 106; e Itália com 1 041 981 espectadores.

### Divulgação

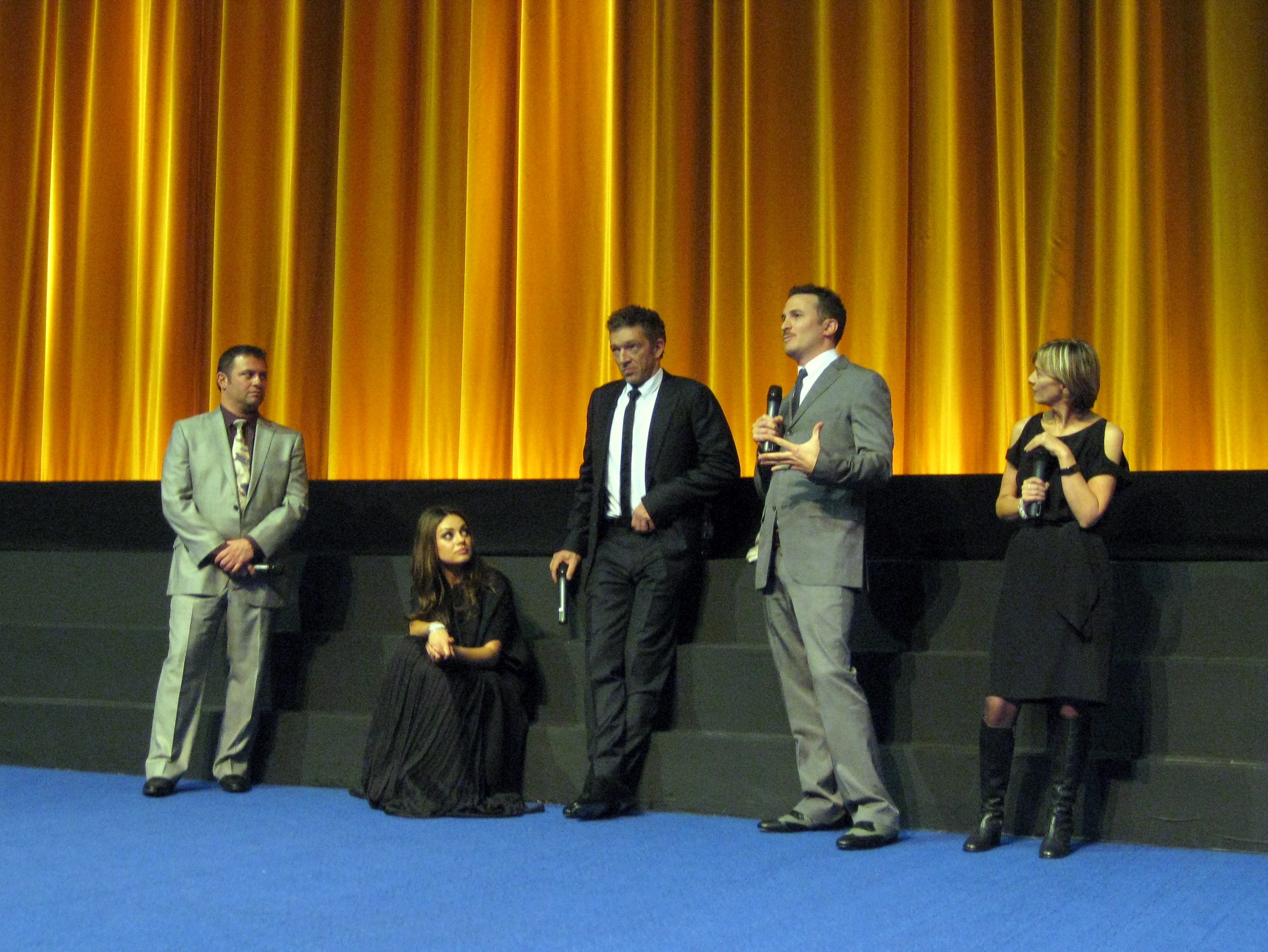
Aronofsky (o segundo da direita) com parte do elenco e equipe discutindo sobre o filme no Festival de Cinema de Londres, em 2010.

O primeiro trailer do filme foi lançado em 17 de agosto de 2010 pela Fox Searchlight. Posteriormente, o estúdio criou um site oficial para o filme que continha a criação do primeiro cartaz, a opção de assistir ao trailer novamente ou simplesmente acessá-lo. Nesta última opção, a primeira seção foi "The Film", onde foi colocado tanto a sinopse como cinco sub-seções de Notas da Produção, que continha uma série de bônus sobre a produção, dando ênfase de como foram criados alguns dos efeitos visuais mais impressionantes do filme e quais foram os propósitos deles na história. A seção "Galeria" tem 10 fotos do filme; "Downloads" tem o International Teaser Art, que mostra os diferentes posters criados; e "Video" só tem o trailer. Por fim, "Cast & Crew" tem informações sobre a escolha do elenco e a realização do filme. Nas outras partes do site é onde se encontrava uma variedade de materiais da Fox Searchlight, como vários links para notícias sobre o filme, um widget que mostrava as atualizações da obra no Twitter e outro mostrando as atualizações no Facebook. A página do Facebook também continha vídeos, fotos e outras atualizações juntamente com conversas de fãs sobre o quanto eles estavam ansiosos pelo lançamento.
Pouco antes do lançamento do filme em território americano, a Fox lançou uma campanha viral com a seguinte frase "IJustWantToBePerfect" ("Eu só quero ser perfeita"), em referência à ambição de Nina. A campanha foi fazendo sucesso e logo criou-se um site "IJustWantToBePerfect.com", no qual a cada dia continha uma imagem diferente do filme as quais as pessoas poderiam compartilhar em suas redes sociais. Em pouco tempo, a campanha espalhou-se para o Twitter e Facebook. Também foram feitas algumas propaganda na TV, mostrando, na maioria desses, o lado psicológico perturbado de Nina, além de incluir um pouco da cena de sexo entre Portman e Kunis. Em 24 de setembro, The Hollywood Reporter publicou que ambas as atrizes tomaram tequila para gravarem esta cena, mas Kunis desmentiu posteriormente. O primeiro cartaz de divulgação incluiu uma das primeiras fotos publicitárias do filme — a que está no início deste artigo. "É uma impressionante — e para quem não esteja familiarizado com o assunto confuso — imagem para usar, mas certamente funciona para criar uma sensação de que o filme é sobre algum tipo de arte alta", disse o site Christhilk.com. Durante a exibição do filme em um festival de cinema, um dos diretores de marketing do estúdio falou sobre o quanto um cartaz pode afetar o sucesso do filme, especialmente um cartaz promocional no qual Nina é mostrada com uma rachadura no seu rosto, que representa a ruptura da sua personalidade, um conceito importante e símbolo do controle mental, dizendo:
"A divulgação do filme está em pleno andamento, especialmente com as cerimônias de premiação, hoje a Glamour pegou um cartaz exclusivo, internacional e está adotando uma alusão diferente aos cartazes tradicionais e artísticos que vimos até agora. Este é simples, mas muito eficaz, com foco em Portman e sua existência quebrada como a dançarina de balé Nina".

### Classificação indicativa
Nos Estados Unidos, Cisne Negro recebeu da Motion Picture Association of America (MPAA) uma classificação R (Restrito) por conter "forte conteúdo sexual, imagens perturbadoras, violência, linguagem e consumo de drogas". Isto é, "menos de 17 anos requer o acompanhamento dos pais ou responsável(eis) adulto". O portal Common Sense Media também manteve a idade prevista pela MPAA. Por outro lado, pais usuários do site o recomendaram para maiores de 16 anos, e crianças colocaram 15 anos. Na Noruega, o sistema de classificação Medietilsynet deu-lhe o limite de idade de 15 anos com a seguinte justificativa "Este filme tem um clima de criação de ansiedade. Que, juntamente com a representação de desequilíbrio mental e violência, lhe permite obter essa classificação." Já na Irlanda, recebeu um certificado para "a partir dos 16 anos". Na França, foi classificado para todos os públicos, mas com o seguinte aviso: "Este complexo filme em que mistura fantasia e realidade inclui algumas cenas que podem perturbar o público mais jovem."
O sistema de classificação British Board of Film Classification (BBFC) do Reino Unido deu uma classificação para maiores de 15 anos, o que causou contestações no país. Segundo a BBFC, 40 pessoas reclamaram que a classificação fora muito baixa, principalmente considerando a cena de sexo entre as personagens principais. "A cena de sexo entre duas mulheres foi um fator agravante para alguns argumentarem que representação de atividade homossexual deve ser limitada para acima de 18 anos, ou mesmo, ser excluída do filme." O líder da organização, David Cooke, respondeu à crítica e referiu-se às diretrizes da BBFC dizendo que eles não devem discriminar as cenas com base na orientação sexual. No Brasil, em seu lançamento para os cinemas, o filme foi classificado como "impróprio para menores de dezesseis anos", de acordo com o Sistema de Classificação Indicativa Brasileiro do Departamento de Políticas de Justiça (DPJUS).

### Home video
Cisne Negro foi lançado em formatos DVD e Blu-ray no dia 29 de março de 2011 nos Estados Unidos e Canadá. O disco Blu-ray contém características especiais não incluídas no DVD, incluindo: A Metamorfose do Cisne Negro: uma série dividida em três partes; Por trás das cenas: analisa o processo de filmagem e da direção visionária de Darren Aronofsky, a atuação fisicamente exigente e os deslumbrantes efeitos especiais; Por detrás dos bastidores; Visão interna do figurino e do design de produção; Dez anos de preparação - Natalie Portman e Darren Aronofsky discutem suas jornada criativa, desde "preparar o papel" até "dançar com a câmera"; Comentários do diretor e dos atores Natalie Portman, Winona Ryder, Barbara Hershey e Vincent Cassel. Nos Estados Unidos, vendeu 1 322 817 de unidades de DVD, alcançando a 36.ª classificação e arrecadando 18 448 467 de dólares; já em Blu-rays, ficou na 49.ª com 381.547 de cópias vendidas em 2011, fechando com 8 322 456 de dólares.
No Reino Unido, o lançamento em ambos os formatos ocorreu em 16 de maio. Já na Alemanha, sua distribuição iniciou-se em 10 de junho. Na França, no dia 29 de junho. No Brasil, foi comercializado em formato DVD a partir de 8 de junho. Em 5 de fevereiro de 2014 o filme foi lançado em edição especial para colecionadores em formato Blu-Ray em um box com DVD duplo; um continha o filme, outro continha, além dos extras presentes no primeiro DVD, um Livro Exclusivo contendo 12 páginas.

## Recepção

### Bilheteria
Cisne Negro foi um sucesso nos Estados Unidos, ficando na décima terceira posição dos filmes mais assistidos de 3 de dezembro, recebendo um total de 415 822 dólares arrecadados em 18 cinemas, com uma média de 23 101 dólares por sala. No dia seguinte, continuou na mesma classificação, arrecadando 543 443 dólares — um aumento de 31 por cento. Em seu terceiro dia, que foi o fim de semana de abertura, arrecadou 1 443 809 de dólares — 80 212  por cinema, a segunda maior arrecadação do ano para um fim de semana de abertura, atrás apenas de The King's Speech, e foi um recorde histórico de final de semana de abertura para a Fox Searchlight, desbancando The Wrestler, Juno, Slumdog Millionaire,  Sideways e Little Miss Sunshine. No dia 5, a obra continuou subindo, apesar de ter declinado 11 por cento em sua bilheteria, que marcou 484 544 dólares. Em seu primeiro final de semana, havia arrecadado 2 279 174 de dólares, e foi a maior bilheteria no circuito mundial durante o fim de semana. Na segunda semana, o filme começou a ser mais procurado pelo público americano, abrindo no oitavo lugar, com 987 144 dólares — 389 por cento a mais em relação ao dia anterior. No segundo dia dessa semana — o nono após seu lançamento — apresentou alta, arrecadando 1 306 579 de dólares em 90 cinemas; o mesmo aconteceu no terceiro dia, chegando na quinta classificação, obtendo 1 011 645 dólares. Apesar de permanecer na quinta posição pelo resto da semana, sua bilheteria insistiu em apresentar baixos desempenhos. Em seu terceiro fim de semana, ele expandiu-se novamente para 959 cinemas e arrecadou 8 383 479 de dólares. No dia 24 de dezembro, primeiro dia da quarta semana, sua arrecadação foi 1 055 312, subindo para 2 523 933 no dia seguinte — um aumento de 139.2 por cento, fechando o final de semana com um total de 38 926 196 de dólares. Assim como na anterior, iniciou a quinta semana com um saldo positivo, obtendo 2 516 655, e 466 por cento de crescimento comparado ao fim de semana que se passou; repetindo o aumento no dia seguinte, com 3 175 269 arrecadados. A obra começou bem o ano novo, ficando no sétimo lugar e arrecadando 3 884 035 em 1 de janeiro — crescimento de 100 por cento comparado ao último dia de 2010, fechando a semana com 53 105 493 — o quarto filme mais visto. Em 8 de janeiro, registrou 3 404 969 de dólares, ficando à frente de sucessos como Harry Potter and the Deathly Hallows – Part 1, The Chronicles of Narnia: The Voyage of the Dawn Treader, The Tourist e The King's Speech. O filme encerrou o fim de semana com 64 868 358 de dólares arrecadados, tornando-se o segundo mais assistido entre 7 e 13 de janeiro, atrás apenas de True Grit. Com a vitória de Natalie Portman nos Prêmios Globo de Ouro, sua participação nos cinemas aumentou para 2 407, ficando em quarto dentre os filmes mais assistidos. Após o anúncio dos indicados ao Oscar, em 25 de janeiro, seu desempenho de 63.5 por cento negativos foi para um máximo de 137.9 por cento positivo. Sua presença nos cinemas no início de fevereiro foi boa, chegando a apresentar uma expansão de 133.5 por cento na bilheteria no dia quatro. No entanto, ao decorrer do mês, a obra sofreu oscilações, chegando ao patamar de 64.1 por cento negativos. No dia 27, em que foi realizada a cerimônia do Oscar, o filme apresentava baixos desempenhos, lucrando apenas 311 920 dólares em 617 cinemas, mas depois que Portman levou o prêmio de Melhor Atriz, Cisne Negro reexpandiu a presença nos cinemas, apresentando um aumento de 116.8 por cento em 4 de março. O filme encerrou sua exibição território americano em 28 de abril de 2011, em vinte cinemas, com uma arrecadação total de 106 950 757 de dólares. Atualmente é considerado o segundo filme do gênero dança de maior bilheteria na América do Norte.
Na Austrália, estreou como o terceiro mais assistido, com 2 202 417 de dólar australiano arrecadados em 168 cinemas — 13 110 dólares por sala. As indicações ao Oscar garantiram uma maior procura pelo público do país, fazendo com que o filme liderasse no final das semanas seguintes. Sua exibição no país terminou em 27 de março, com arrecadação de 14 838 638 de dólares americano, o que fez dele o 20.º longa-metragem mais bem-sucedido do ano no país. Porém seu maior sucesso no exterior foi no Japão, onde estreou seu primeiro fim de semana como o mais assistido, com 266 421 088 de Ienes colhidos em 316 cinemas. No final de semana subsequente, o filme alçou-se ao segundo lugar no ranking dos mais vistos, atrás apenas de Pirates of the Caribbean: On Stranger Tides, com 180 936 073 de ienes, apesar de ter apresentado um declínio de 32.8 por cento. Convertido em dólar, o seu lucro total em território japonês foi de 27 403 464, tornando-se o 20.º filme mais assistido pelos japoneses em 2011. No Reino Unido, Cisne Negro estreou como o segundo mais assistido, com 2 762 429 de libras esterlinas (ou 4 421 301 de dólares) arrecadadas em 356 cinemas. Na semana seguinte, caiu para o terceiro lugar entre os mais procurados, com 4 070 399 de dólares. Nas semanas posteriores o filme apresentou oscilações, encerrando sua exibição em 17 de abril, e angariou  26 014 490 de dólares, fechando na 18.ª classificação dos filmes mais assistido no em 2011. Seu próximo sucesso internacionalmente foi na França, na qual arrecadou 5 009 406 de dólares em sua estreia ao ser exibido em 300 cinemas e ficou com a terceira colocação entre os mais vistos. No final da próxima semana já apresentava uma arrecadação total de 10 540 973, e assim foi até 3 de abril, encerrando com 23 924 495 de dólares, ficando como o 16.º filme de maior arrecadação do ano no país. Outras nações que apresentaram uma forte bilheteria em dólares foram Alemanha, com 21 446 873; Espanha, 14 463 540; Coreia do Sul, 11 407 174; México, 9 645 726; Itália, 8 127 017; Rússia, 4 504 400; e Suíça, com 4 429 850 de dólares.
No Brasil, Cisne Negro foi um dos filmes mais aguardados do ano, estreando em terceiro lugar, atrás apenas de Sanctum e Season of the Witch, com uma arrecadação de 1 337 734 de dólares em 176 salas de cinemas. No final de semana subsequente, ficou no segundo lugar entre os mais assistidos, apesar de ter apresentado um declínio de 21.5 por cento em sua arrecadação, com 1 050 180 de dólares. Em seu terceiro fim de semana, manteve-se na segunda colocação, com 919 925 adquiridos em 176 cinemas. A exibição do filme em território brasileiro finalizou-se em 3 de abril, em 46 cinemas, totalizando 8 838 452 de dólares. Por esse valor, tornou-se o 25.º filme mais bem-sucedido no país em 2011. Em Portugal, sua estreia ocorreu em 41 salas de cinema, arrecadando 325 944 dólares, tendo sido o filme mais assistido da semana. Em seu segundo fim de semana, registrou 275 588 dólares em arrecadação, um declínio de 15.5 por cento em comparação à semana anterior. Até seu último dia de exibição, o filme apresentou oscilações, e lucrou 1 776 937 de dólares, fazendo dele a 18.ª maior bilheteria no país de 2011. Internacionalmente arrecadou 222 443 368 — representando 67.5 por cento do lucro, ficando com um total mundial de 329 398 046 de dólares. Na América do Norte, até 29 de agosto de 2017, Cisne Negro é o 590.º filme de maior bilheteria, o 25.º mais bem-sucedido do ano e o 17.º mundialmente, e a 352.ª maior bilheteria da história do cinema.

### Resposta da crítica
Após sua liberação, Cisne Negro foi frequentemente considerado como um dos melhores filmes de 2010 pelos críticos cinematográficos e pela imprensa norte-americana e internacional; elogios vieram principalmente para Portman e Aronofsky. Por sua grande aceitação do público, foi chamado de um "sucesso inesperado." No agregador de resenhas Rotten Tomatoes, o filme recebeu um "Certificado Fresco" e marca uma pontuação de 85% com base em comentários de 305 críticos, com o desempenho de Portman sendo elogiado, e registra uma nota 8,2 de 10. De acordo com o site, o consenso crítico do filme diz: "Extremamente intenso, apaixonante e profundamente melodramático, Cisne Negro percorre sobre a ousada direção de Darren Aronofsky — e um ousado desempenho de Natalie Portman". No Metacritic, que atribui uma média aritmética ponderada com base em 100 comentários de críticos mainstream, o filme recebe uma pontuação média de 79 pontos com base em 42 comentários, indicando "análises geralmente favoráveis". No website, foi classificado como o 44.º melhor filme do ano, enquanto o IndieWire considerou-o como o 35.º melhor filme da década.

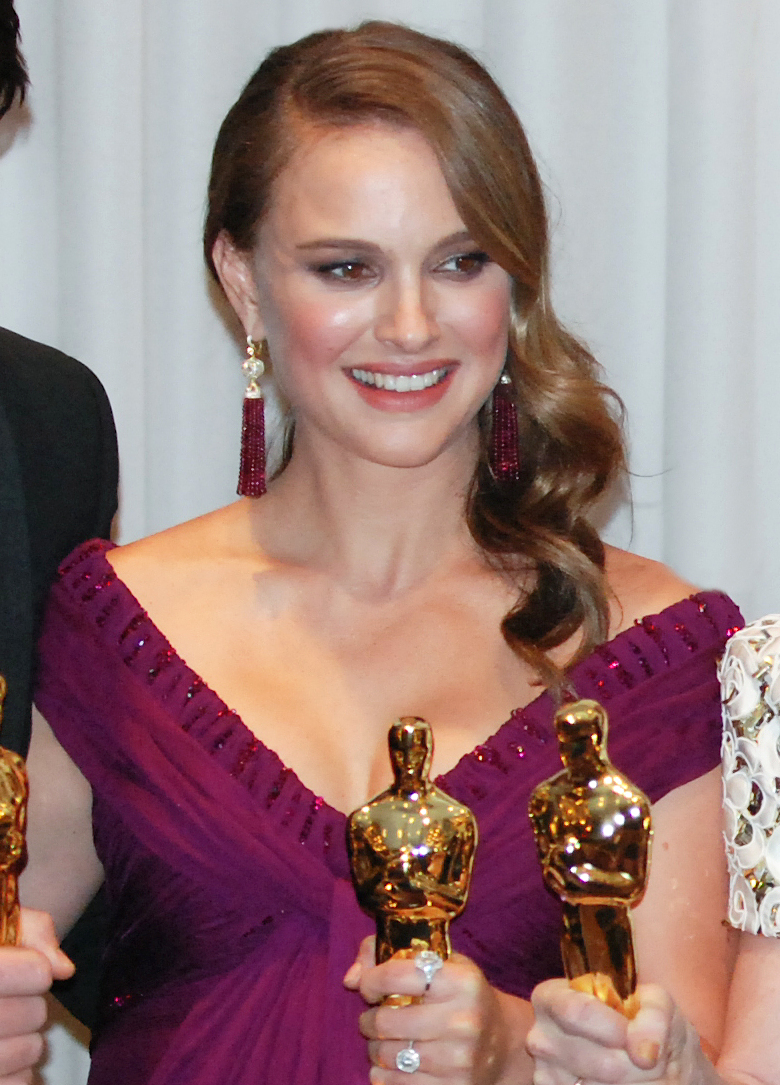
Natalie Portman foi aclamada pela crítica por sua atuação como Nina Sayers e ganhou diversos prêmios. Nesta foto, está segurando a estatueta do Oscar que venceu na categoria de Melhor Atriz.

Em setembro de 2010, a Entertainment Weekly informou que, com base em comentários durante sua exibição no Festival de Veneza, "[Cisne Negro] já está definido para ser um dos mais amados ou odiados filmes do ano." O crítico Leonard Maltin admitiu que "não podia suportá-lo, apesar de elogiar o desempenho de Portman. Inicialmente, a Reuters deu ao filme uma avaliação "em grande parte positiva", com o desempenho de Portman sendo altamente elogiado. The Sydney Morning Herald relatou que "a obra ficou dividida entre críticos. Alguns acharam sua teatralidade enlouquecedora, mas a maioria se declararam 'alucinados'." "Um dos melhores filmes que já vi! Uma obra-prima do século XXI!", afirmou Chris Tookey, do Daily Mail.
O crítico de cinema David Edelstein, da New York Magazine, aclamou-o dando a classificação máxima de cinco estrelas. "Esta é, sem dúvida, uma proeza, um trabalho que atende plenamente às ambições de seu diretor." A mesma nota foi dada por Andrew O'Hehir, do Salon.com, que o chamou de "um dos melhores filmes do ano". A classificação máxima de cinco estrelas também foi dada pelos próximos seis críticos. "Induzir um estado de pavor e hipnotizar com a beleza é uma conquista rara e paradoxal", escreveu Claudia Puig para o USA Today. Em sua avaliação para o jornal Orlando Sentinel, Roger Moore descreveu-o como "Astuto, épico e ópero até" completando "este suspense desafia o espectador com sua inteligência, profundidade e sagacidade. Tem sequências de dança de um calibre para acalmar os puristas de balé, e terror para tentar até os fãs de terror da pesada." Lou Lumenick, do New York Post, escreveu: "Este hipnotizante, inspirador e muitas vezes demente (no bom sentido) [filme] atravessa entre The Red Shoes e All About Eve e vai em direção às obras dos mestres do terror David Cronenberg, Brian De Palma e Dario Argento". Kristin Hunt, da revista Premiere, afirmou que assim como a performance final de sua heroína profundamente perturbada, Cisne Negro é perfeito. Na publicação ao Philadelphia Inquirer, Steven Rea registrou: "Selvagem e confuso, o filme é uma viagem de tirar o fôlego que vem de uma longa tradição de melodramas de bastidores: Rua 42, A Star Is Born, All About Eve, e, sim, a relíquia dos anos 90 Showgirls". "Cisne Negro é intenso e real, mesmo que seja uma loucura fantasmagórica e delirante", disse Manohla Dargis, do The New York Times.
Nota de quatro estrelas e meias em cinco vieram de Bill Goodykoontz, do The Arizona Republic, e Peter Debruge, da Variety; com o primeiro dizendo: "É tudo ou nada com Cisne Negro. Ou você abraça a descida na loucura provocada pelas pressões da perfeição artística, agravada pela ansiedade sufocante, ou você a rejeita. É simples assim", e o segundo concluiu: "Um estudo perverso, sensual e, em última análise, devastador da ambição que consome todo o jovem bailarino, Cisne Negro serve como um complemento fascinante para The Wrestler, passando do mundo sujo de um lutador falido para as mais sofisticadas, mas não menos brutais, esferas do balé profissional". Kimberley Jones, do The Austin Chronicle, escreveu: "Este híbrido drama-terror atinge um tom a mais ao longo dos alucinatórios aterrorizantes do que o filme revelação de Aronofsky, Requiem for a Dream, apresentando também os temas favoritos de monstros e histeria feminina". De maneira similar, Ann Hornaday, do Washington Post, aclamou o filme, chamando-o de "Uma obra-prima", com Calvin Wilson, do jornal St. Louis Post-Dispatch, completando: "Cisne Negro está ridiculamente no topo, mas de uma forma que o torna fascinante assistir". Em publicação para seu site, James Berardinelli afirmou: A fotografia e experiência de Cisne Negro é um dos grandes sucessos da Aronofsky e Portman ganhará o Oscar de Melhor Atriz. Retratar Nina exige amplitude e profundidade de emoção, e Portman nunca erra. Embora fiquei mais emocionado com seus esforços em Closer, esse é o tipo de esforço arriscado e desafiador, muitas vezes, apreciado pelos eleitores da Academia. Roger Ebert, do Chicago Sun-Times, premiou-o com 3 estrelas e meia em quatro, afirmando que "Cisne Negro tem uma beleza. Todos os temas da música e da vida, todos os paralelos da história e do balé, e toda a confusão da realidade e do sonho se reúnem em uma grandiosa alegria de imponente paixão." "Foi intenso e perturbador; fascinante e misterioso", disse Nadine Kaslow, vice-presidente do departamento de psiquiatria da Universidade Emory e psicóloga do Atlanta Ballet, "o que era uma alucinação e o que era real? Quando as pessoas são psicóticas, é difícil, mesmo como um terapeuta, saber o que é real e o que não é."
O website brasileiro AdoroCinema atribui-lhe uma nota média 4.8/5, com base em resenhas da imprensa, e uma nota de 4.5 por parte dos usuários. Lucas Salgado, do próprio AdoroCinema, deu ao filme a classificação 4.8/5 estrelas e disse: "Aronofsky retrata o mundo do balé com a mesma competência e profundidade com que fez com o universo da luta livre em The Wrestler. O principal mérito do cineasta é não deixar suas produções caírem em quaisquer gêneros, ou seja, por mais que o filme dê muito destaque ao balé não se trata de um filme para mulheres. Assim, como The Wrestler também não era voltado para o público masculino. As sequências de balé, em especial as do espetáculo, são absolutamente deslumbrantes. A cena da dança do Cisne Negro quase no final do filme tem tudo para ficar marcada como um dos mais belos momentos do cinema", elogiando também a fotografia e trilha sonora". Pablo Villaça deu cinco estrelas em cinco. "Cisne Negro não é uma vitória apenas para Portman; dono de um currículo tão impecável quanto o da Pixar (e, sim, incluo aí o subestimado The Fountain), Aronofsky exibe uma inteligência admirável ao forçar o público a compartilhar a paranoia de Nina não só através do já comentado design de som, mas também seu crescente desequilíbrio psíquico e emocional. Além disso, o cineasta confere autenticidade ao projeto ao enfocar em detalhes o cotidiano das bailarinas, como ao mostrá-las “quebrando” as sapatilhas e arranhando o solado para aumentar o atrito ou ao trazê-las sendo massageadas após um dia de desgastantes ensaios". Érico Borgo, do site Omelete, classificou a obra com uma nota três em cinco. "O problema do filme é que Aronofsky está fora de seu território seguro. Suspense é um gênero difícil e o diretor foi bem sucedido nele no passado ao restringi-lo a uma mistura de realismo com devaneios, mas sempre deixando claro ao espectador o que estava fazendo." Em relação ao desempenho de Portman, "[ela] realmente entregou-se à interpretação de Nina. Perdeu peso, aprendeu a dançar [...] e tem cenas de sexo mais ousadas do que o público norte-americano está acostumado em seus 'filmes de Oscar'. No entanto, emocionalmente o papel é inerte".
Na França, a obra foi bem recebida, com o AlloCiné marcando uma nota da imprensa de 4.1 em cinco. Stéphane Delorme, da revista Cahiers du Cinéma, deu-lhe a classificação máxima de cinco estrelas, afirmando: "Portanto, não é por [ser um] sádico prazer ou gosto por manipulação que Aronofsky filma esta descida ao inferno. Ele tem uma verdadeira obsessão perto de seu coração, e que transmite nas filmagens: a busca da perfeição." Marie Sauvion, do Le Parisien, também o recebeu com a mesma nota. "Se ele mostra constantemente o contraste entre o branco e o preto, bem e mal, então o filme é um sangue vermelho que seduz com o seu excesso." Philippe Azoury, do Libération,  "Se o filme continua fazendo sucesso, [então] Aronofsky realmente está se emergindo como o fruto natural de Brian De Palma. Neste caso, este inquietante e poderoso Cisne Negro é um pouco de Carrie."
No entanto, houve algumas críticas negativas a respeito de sua representação das bailarinas e do balé. Após seu lançamento no Reino Unido, The Guardian entrevistou quatro bailarinas profissionais do país: Tamara Rojo, Lauren Cuthbertson, Edward Watson e Elena Glurjidze. Rojo chamou-o de "preguiçoso [...] com cada clichê de balé...". Watson notou que o filme "faz o [balé] parecer tão engraçado e ridículo. Não mostra porque o balé é tão importante para nós — porque treinamos tão arduamente". The Canadian Press também publicou que muitas bailarinas canadenses notaram que o filme representava os bailarinos negativamente e exagerava os elementos de suas vidas, mas conferiu a Portman notas altas por sua técnica de dança. Em entrevista ao Los Angeles Times, Gillian Murphy, principal dançarina do American Ballet Theatre, elogiou os elementos visuais do filme, mas observou que a apresentação do mundo do balé era "extrema".

### Prêmios e indicações
O triunfo comercial e crítico de Cisne Negro também mostrou-se nas premiações da obra, recebendo mundialmente 257 indicações e 92 vitórias. Logo após sua liberação, apresentou-se como um dos favoráveis para receber indicações a prêmios prestigiados do cinema como ao Oscar, Globo de Ouro, BAFTA e Screen Actors Guild. A ótima recepção crítica em relação o desempenho de Natalie Portman lhe garantiu vitórias em diversos festivais e premiações na categoria de "Melhor Atriz". O Daily Mail publicou: "No Oscar deste ano não é preciso olhar muito longe para Melhor Atriz", assim como James Berardinelli afirmou: "Portman ganhará nesta categoria". Sua primeira vitória em um prêmio importante foi no Critics' Choice Movie Awards, seguido pelo Globo de Ouro, Screen Actors Guild Award, BAFTA, Independent Spirit Award e Oscar.

### Reconhecimento
Cisne Negro foi amplamente reconhecido como um dos melhores filmes do seu gênero, constando em várias publicações dessa categoria, sendo o quarto filme que mais entrou em publicações de "os 10 melhores filmes do ano", com um total de 247 listas e encabeçou 36 destas. O Instituto Americano do Cinema o elegeu um dos dez melhores filmes americanos do ano – sem ordem específica –, assim como o Austin Film Critics Association, que ficou em primeiro lugar. O filme esteve na escolha dos críticos para entrar na lista compilada pela British Broadcasting Corporation (BBC) dos 100 melhores filmes do século XXI, no entanto ficou apenas elegível. Na publicação dos 50 filmes de terror do século XXI você deve ver, da Film4, alcançou a 48.ª posição e a oitava dos 25 melhores filmes de terror do século XXI, na do site IndieWire. Foi incluído entre os 1001 filmes você deve ver antes de morrer, editado por Steven Schneider, sendo a capa da edição. Inúmeras listas de "Os Maiores Filmes de Dança" incluíram-no, e as cinco seguintes não tiveram ordem específica: o canal de televisão VH1, o New York Post, a Teen Vogue, a Back Stage, a Royal Opera House de Londres; já nas próximas cinco, tiveram: no Vulture.com, na 19.ª classificação; Moviepilot, a décima; Cosmopolitan, a terceira; Beamly e Seleções, na primeira. Esteve no topo da lista da Marie Claire dos 5 melhores filmes de balé de sempre. Novamente, em outra publicação, o IndieWire nomeou a dança da perfeição como a mais icônica do cinema, assim como o BuzzFeed chamou o plano em que Nina realiza o ato final, no qual ela sobe no altar e câmera fica por detrás dela mostrando as outras bailarinas, a orquestra e o público, como o quinto Mais Lindo na História do Cinema. Além disso, figurou na lista "Os 100 Melhores filmes da década", compilada pelo periódico The A.V. Club, assim como nas publicações de mesmo título do IndieWire, Little White Lies, Daily Emerald, MUBI, Le Noir Auteur e do site The playlist. Em publicação semelhante, o CraveOnline o elegeu como o Melhor Suspense Psicológico da Década.

## Controvérsias

### Figurino
Amy Westcott é creditada como a figurinista e recebeu várias nomeações a diversos prêmios. Levantou-se uma controvérsia a respeito de quem tinha projetado os 40 trajes de balé usados por Portman e os bailarinos. Um artigo do jornal britânico The Independent insinuou que esses figurinos foram criados por Kate e Laura Mulleavy, da Rodarte. Westcott contrapôs essa publicação e afirmou que apenas sete trajes, entre eles o cisne preto e branco, haviam sido criados pelas Mulleavy. Além disso, os trajes de balé foram projetados por Zack Brown, do American Ballet Theatre, e um pouco adaptado por Westcott e seu departamento de figurino. Westcott pronunciou-se: "Controvérsia é uma palavra muito complementar para duas pessoas que usam seus consideráveis recursos de auto-divulgação para queixaram-se muito de seus créditos, já que perceberam o quão bom o filme é."

### Dublê de dança
A bailarina Sarah Lane, solista do American Ballet Theatre, foi "dublê de dança" de Portman. Em uma publicação em 3 de março para a revista Dance, Wendy Perron, editora-chefe, perguntou: "Será que as pessoas realmente acreditam que se leva apenas um ano para se tornar uma bailarina?" Sabemos que Natalie Portman estudou balé quando criança e teve um ano de treinamento intensivo para o filme, mas isso não significa que se tornou uma bailarina, mas parece que muitas pessoas acreditam que ela fez sua própria dança em Cisne Negro". Isso fez com que Benjamin Millepied, Mila Kunis e Aronofsky defendessem Portman, bem como uma resposta de Lane sobre o assunto.